# Sovy
Sovy (Strigiformes) jsou poměrně početný řád masožravých ptáků, čítající více než 250 druhů, pro jehož zástupce je typické uzpůsobení nočnímu životu. U sov se rozlišují dvě recentní čeledi: početnější a druhově rozmanitější puštíkovití (Strigidae), k nimž se řadí výrečci, výři, puštíci, sýci, kalousi a další, a mnohem méně početnější čeleď sovovití (Tytonidae), kam patří sovy. Většina sov představuje noční tvory, menší část sov je aktivní v době soumraku a několik druhů je čistě denních. Sovy mají na ptáky bohatý fosilní záznam, počínající již ve středním paleocénu.
Většina sov je zbarvena krypticky v nenápadných hnědých a šedých odstínech. K typickým morfologickým znakům sov patří obrovské oči, umístěné v přední části lebky, které jsou napevno zasazeny v mohutných očnicích, závoj kolem obličeje, ostrý zobák zahnutý dolů již od kořene, schopnost otočit hlavu o 270° i více, nebo sametový povrch křídel, umožňující velmi tichý let. Velikost sov se pohybuje mezi 13–70 cm; nejmenším zástupcem je kulíšek trpasličí (Micrathene whitneyi), největšími druhy sov jsou výr Blakistonův (Ketupa blakistoni) a výr velký (Bubo bubo). Sovy obývají všechny kontinenty s výjimkou Antarktidy i různá biotopová stanoviště od hustých lesů přes tundru po pouště. Kolem 10 druhů se vyskytuje i v Česku.
Sovy se živí nejčastěji hmyzem a malými savci, jako jsou hraboši, rejsci a myši. Nepohrdnou ani menšími ptáky nebo letouny. Větší druhy sov mohou ulovit i středně velké savce, některé druhy se specializují na lov ryb. Sovy používají k lovu zrak a sluch, které mají velmi dobře vyvinuté. Sovy utvářejí monogamní, často dlouhotrvající páry. Hnízdo si nestaví, samice klade vejce na dno stromových dutin a skalních škvír, v synantropním prostředí na půdy nebo do hnízdních budek. Inkubace trvá většinou kolem 25–30 dní. Sovy zanechaly bohatý odkaz v kulturách po celém světě, který je typický svou protikladností: sovy jsou považovány za symbol moudrosti a ctnosti, na druhou stranu jsou spojovány se smrtí a čarodějnictvím, pročež jsou v některých kulturách stále pronásledovány.

## Systematika

### Pojmenování
Za popisnou autoritu řádu se považuje německý přírodovědec Johann Georg Wagler, který v roce 1830 vytyčil řád Striges. Anglický ornitolog Richard Bowdler Sharpe tento název v roce 1899 standardizoval na Strigiformes. Výraz striges je plurál latinského strix, kterým se označovaly některé druhy sov, a původně upíří pták, lidové strašidlo. Srov. s latinským striga = upír či zlý duch, typicky ženský. Slovo bylo přejato z řeckého στρίξ, které bylo jedním z řeckých slov pro sovy.
Klad Strigiformes se v minulosti často stavěl do kontrastu s dravci nebo byl zahrnován do dravců jako podřád. Ve starší české literatuře z konce 19. století se tak lze setkat se jménem „dravci noční“ (sovy), v jehož protikladu stáli „dravci denní“ (dravci v klasickém pojetí, tzn. včetně sokolů aj.).

### Evoluce
Vystopovat evoluční počátky různých ptačích skupin není jednoduché už proto, že fosilizované kosterní pozůstatky ptáků jsou vzácné a je extrémně obtížné je identifikovat a přiřadit ke konkrétnímu kladu. Sovy nicméně představují výjimku a jejich fosilní záznam je vzhledem k ostatním moderním ptákům bohatý. V roce 1975 byly popsány dva rody Bradycneme a Heptasteornis jako údajně prapůvodní předci sov ze svrchní křídy, čili z doby před vymíráním K-T. Moderní taxonomie nicméně spojitost těchto kladů se sovami vyvrátila a považuje oba rody za zástupce nepříbuzné linie teropodních dinosaurů.

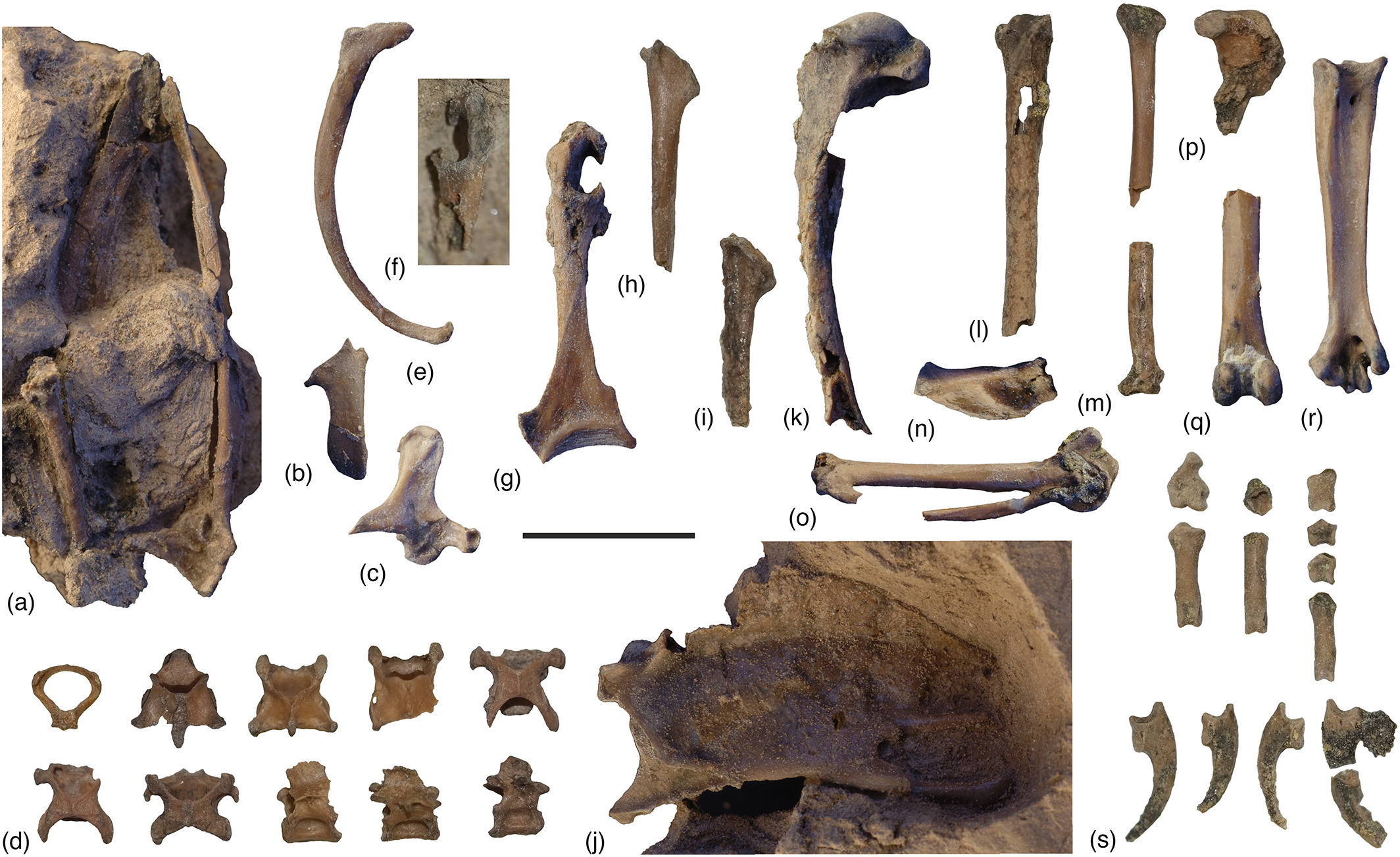
Eocenní fosilie Ypresiglaux

Nejstarší nálezy fosilizovaných předků sov se datují do středního paleocénu, avšak tyto rané fosilie jsou často reprezentovány jen několika kostmi (mezi něž typicky patří běhák nebo tibiotarsus, tedy kost vzniklá srůstem zánártí a holenní kosti), ze kterých není jasné, jak a kdy sovy získaly charakteristické prvky své kostry. K nejstarším známým fosiliím ptáků, kteří by se dali považovat za sovy, patří rody Ogygoptynx z Colorada (stáří 60–59 milionů let (mya)) a Berruornis, jehož zástupci byli nalezeni ve Francii (kolem 57,5 mya) a Německu (kolem 61 mya).

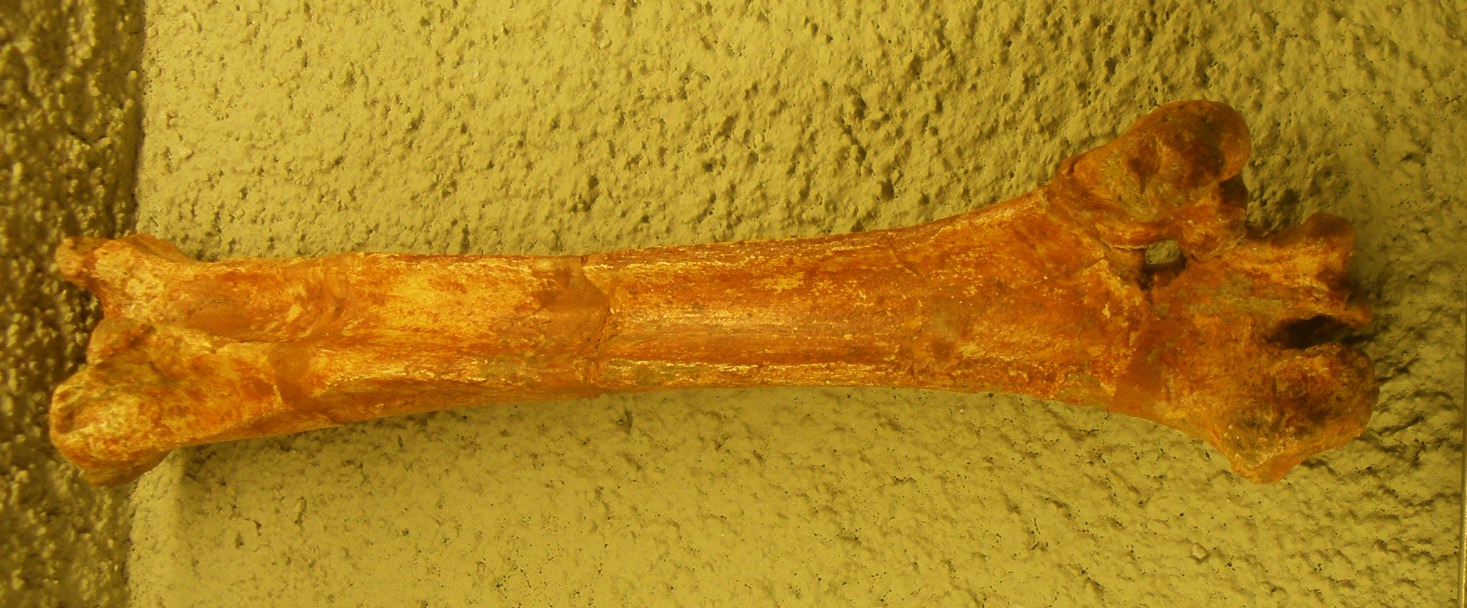
Tibiotarsus pozdně miocenního zástupce sovovitých Tyto gigantea

K výjimečně dobře dochovaným kostrám sov patří raně eocenní exemplář rodu Primoptynx nalezený v americkém Wyomingu. Tato velká sova, až 50 cm vysoká, žila někdy před 55 miliony lety. Na rozdíl od moderních sov měla delší první a druhý prst, což je typické pro moderní zástupce jestřábovitých (Accipitridae). Předpokládá se, že Primoptynx lovila středně velké druhy savců a žila tedy značně odlišným životem než moderní typy sov. Podobně dlouhé prsty jsou typické i pro eocenní soví rod Minerva. Známo je i několik druhů sov z raného eocénu z rodu Oligostrix a Eostrix, mezi něž patří i nejmenší známá sova Eostrix gulottai měřící pouhých 12 cm. Z raně eocenních fosilií sov z Evropy, Severní Ameriky, Asie i Afriky se dá vyčíst, že tehdejší sovy již byly morfologicky a ekologicky velmi rozmanité – zahrnovaly jedny z nejmenších i největších známých sov vůbec a obývaly různé typy stanovišť.

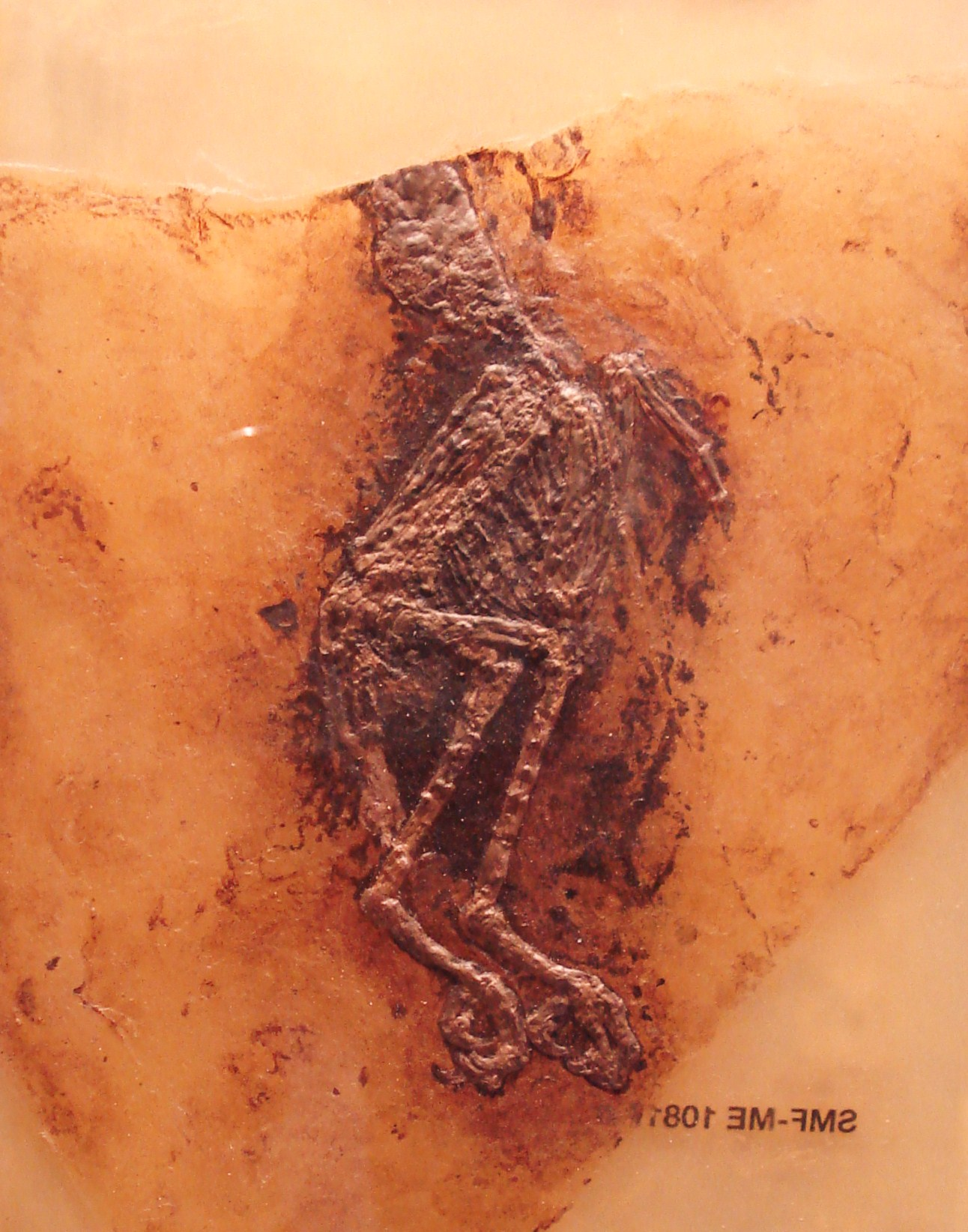
Eocenní kostra sovy Palaeoglaux artophoron

Je možné, že řada druhů kmenové skupiny sov vyhynula na přelomu pozdního eocénu a raného oligocénu (cca před 34 miliony lety) v důsledku rozšíření dravých ptáků. V raném a středním miocénu se již objevují první zástupci obou dosud přežívajících čeledí sovovití (Tytonidae) a puštíkovití (Strigidae), kteří jsou známi mj. i z Česka a Německa. Fosilní druhy z neogénu se již zařazují do recentních rodů jako Tyto, Asio, Bubo, Strix, Surnia a Glaucidium, jelikož vykazují velmi vysokou morfologickou příbuznost moderním sovám.

#### Noční vs denní původ sov
Vzhledem k tomu, že fosilní pozůstatky sov typicky zahrnují části postkraniálního skeletu (tzn. nezahrnují lebku), nelze s jistotou určit, kdy došlo u sov k přizpůsobení k nočnímu predátorství. Z lebky by se daly vyčíst řady údajů o nočním životě, např. na základě velikosti a detailů očnic nebo míře vyvinutí nadočnicových oblouků (výběžků), které pomáhají chránit oči před světlem a jsou spojovány s denními druhy ptáků. Jedna dochovaná soví lebka z raného eocénu má nadočnicové oblouky dobře vyvinuty a z lebky jsou patrné i menší oči, což naznačuje, že nejméně jedna evoluční linie eocenních sov nebyla tedy uzpůsobena nočnímu životu.

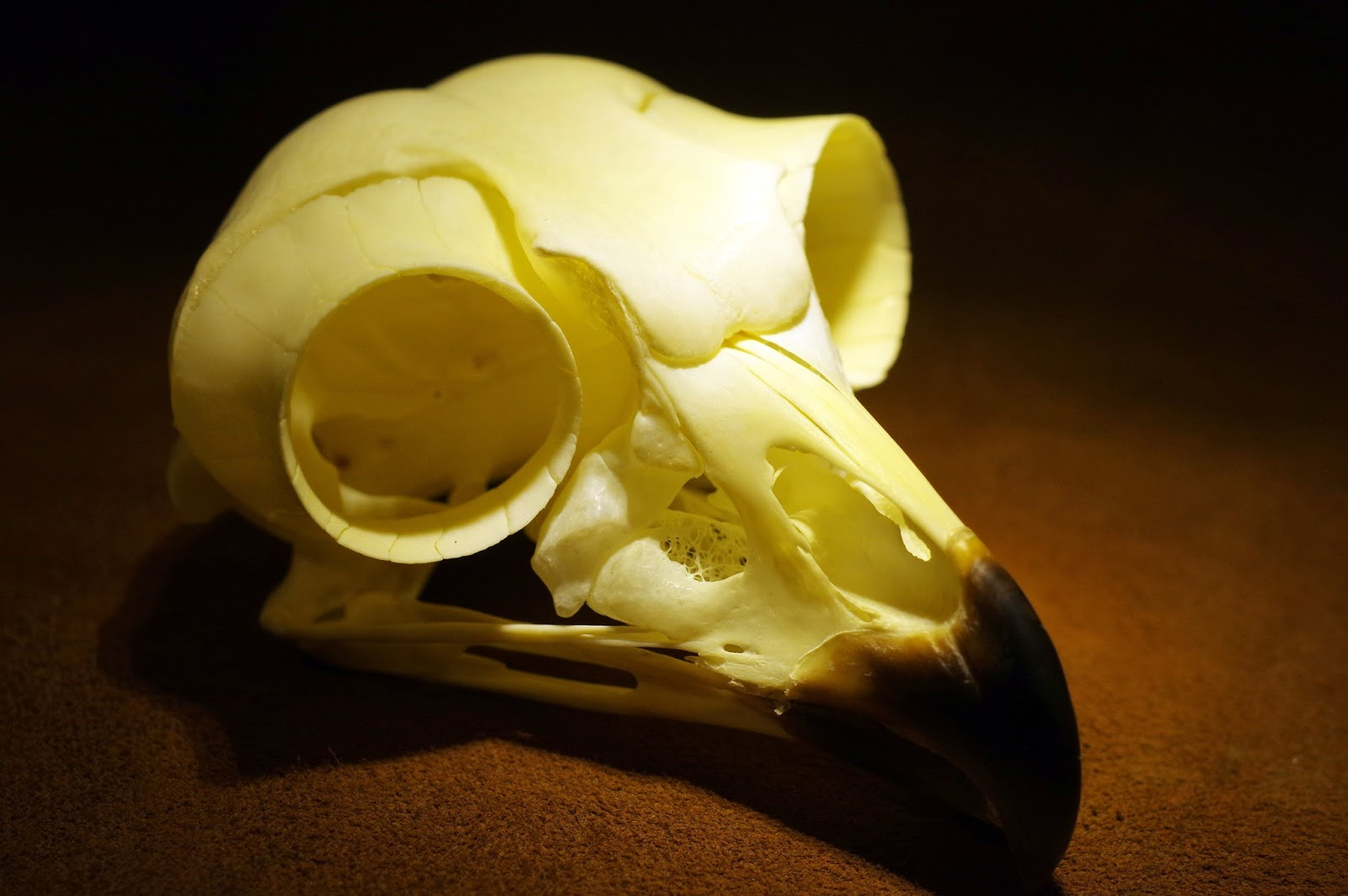
Lebka výra velkého s patrnými velkými očnicemi, což je charakteristické pro všechny moderní sovy

Z fosilie eocenní sovy Ypresiglaux z Anglie je zase patrné, že tato sova neměla možnost otáčet hlavu kolem své osy, podobně jako moderní sovy; její nadočnicové oblouky byly dobře vyvinuty, z čehož autoři popisu taxonu odvozují, že i tato sova byla denním ptákem. Eocenní sova Palaeoglaux zase měla na části těla zvláštní prodloužená ozdobná obrysová pera, což připomíná typ opeření přítomný u některých denních ptáků, kteří toto opeření využívají během toku. Takový typ opeření by byl velmi nezvyklý u nočního ptáka, takže je možné, že se jednalo o denní druh sovy.
Podobně pozdně miocenní, dobře zachovalá lebka sovy Miosurnia z jihozápadní Číny také nemá znaky tvora žijícího v noci. Rod Miosurnia přitom taxonomicky spadá do tribu Surniini z čeledi puštíkovitých, kam se řadí i recentní rody sov Glaucidium a Surnia, které zahrnují denní druhy moderních sov zmíněných výše. Předpokládaný habitat sov z rodu Miosurnia představují rozlehlé suché savany, což je stejný typ stanoviště, jaký obývá většina moderních druhů denních sov. Autoři studie z roku 2020 spekulují, že je možné, že sovy byly původně denní a v nočním životě nalezly neobsazenou ekologickou niku, jejíž obsazení sovám umožnilo rozšíření prakticky po celém světě.

### Vnější fylogeneze
Kladogramy zobrazující nejbližší příbuzenské vztahy sov na základě vybraných studií

Wu et al. (2024)
| Hieraves | \| \| Accipitrimorphae \| \| \| \| \| \| Strigiformes \| \| \| \| |
|          | \| \| Accipitrimorphae \| \| \| \| \| \| Strigiformes \| \| \| \| |
|          | Australaves                                                       |
|          |                                                                   |
|          | Accipitrimorphae                                                  |
|          |                                                                   |
|          | Strigiformes                                                      |
|          |                                                                   |

|  | Accipitrimorphae |
|  |                  |
|  | Strigiformes     |
|  |                  |

| Hieraves | \| \| Accipitrimorphae \| \| \| \| \| \| Strigiformes \| \| \| \| |
|          | \| \| Accipitrimorphae \| \| \| \| \| \| Strigiformes \| \| \| \| |
|          | Australaves                                                       |
|          |                                                                   |
|          | Accipitrimorphae                                                  |
|          |                                                                   |
|          | Strigiformes                                                      |
|          |                                                                   |

|  | Accipitrimorphae |
|  |                  |
|  | Strigiformes     |
|  |                  |

Stiller et al. (2024)

|  | \| \| Strigiformes \| \| \| \| \| \| Accipitrimorphae \| \| \| \| |
|  |                                                                   |
|  | Coraciimorphae                                                    |
|  |                                                                   |
|  | Strigiformes                                                      |
|  |                                                                   |
|  | Accipitrimorphae                                                  |
|  |                                                                   |

|  | Strigiformes     |
|  |                  |
|  | Accipitrimorphae |
|  |                  |

|  | \| \| Strigiformes \| \| \| \| \| \| Accipitrimorphae \| \| \| \| |
|  |                                                                   |
|  | Coraciimorphae                                                    |
|  |                                                                   |
|  | Strigiformes                                                      |
|  |                                                                   |
|  | Accipitrimorphae                                                  |
|  |                                                                   |

|  | Strigiformes     |
|  |                  |
|  | Accipitrimorphae |
|  |                  |

Jarvis et al. (2014)

|  | Accipitrimorphae |
|  |                  |

|  | Strigiformes   |
|  |                |
|  | Coraciimorphae |
|  |                |

|  | Accipitrimorphae |
|  |                  |

|  | Strigiformes   |
|  |                |
|  | Coraciimorphae |
|  |                |

|  | Accipitrimorphae |
|  |                  |

|  | Strigiformes   |
|  |                |
|  | Coraciimorphae |
|  |                |

|  | Accipitrimorphae |
|  |                  |

|  | Strigiformes   |
|  |                |
|  | Coraciimorphae |
|  |                |

Již od 18. století se mezi vědci vede debata o tom, zda jsou sovy více příbuzné denním dravým ptákům (dravci, sokoli aj.), nebo spíše lelkům a jejím příbuzným. Sovy pojí s dravci významné morfologické znaky, jako je velký hákovitý zobák uzpůsobený k trhání masa nebo silné, výrazně drápovité nohy, které slouží k chytání kořisti. S lelky a podobnými nočními nenápadnými ptáky zase sovy morfologicky pojí obrovské oči, měkké opeření i různé adaptace na noční lov, mezi které patří např. schopnost tichého letu. Moderní výzkumy však ukazují, že řada těchto morfologických spojitostí se vyvinula následkem konvergentní, tedy nezávislé evoluce, během níž se vyvinou srovnatelné znaky v důsledku stejných selekčních tlaků. K těmto znakům patří např. zvláštní povlak horní plochy křídel a ocasu, který připomíná povrch sametu a který umožňuje tichý let, jenž se výborně hodí při lovu.
V jedné z prvních ucelených prací využívajících analýzu DNA pro sestavení fylogenetického stromu ptáků, v tzv. Sibleyho a Ahlquistově systému, byl řád sovy (Strigiformes) expandován o lelky a jejich příbuzné. Takové spojení se nicméně ukázalo jako silně polyfyletické a následné studie takovýto vztah vyvrátily. Moderní genetické výzkumy zařazují sovy do skupiny Afroaves a lelky a do nepříbuzného kladu Strisores. Afroaves je poměrně rozsáhlý klad zahrnující několik řádů suchozemských ptáků, včetně dravců (Accipitriformes), myšáků (Coliiformes), kurolů (Leptosomus), srostloprstých (Coraciiformes) aj.
V rámci Afroaves utváří sovy patrně jednu z bazálních skupin, nicméně studie se rozchází v definování vztahu sov k dravcům (Accipitriformes), resp. kladu Accipitrimorphae, který zahrnuje dravce a kondory (Cathartiformes). Podle studií jako Houde et al. (2019), Stiller et al. (2024) i Wu et al. (2024) tvoří sovy sesterskou skupinu k Accipitrimorphae. Wu et al. tento monofyletický klad navrhl nazývat Hieraves, který by utvářel sesterskou skupinu k Australaves. Stiller et al. (2024) nicméně rozeznali seskupení Strigiformes+Accipitrimorphae jako sesterskou skupinu ke kladu Coraciimorphae. Některé dřívější výzkumy, jako Jarvis et al. (2014) nebo Prum et al. (2015), zase považují dravce za bazální klad Afroaves a kladou sovy do sesterského vztahu s Coraciimorphae.

### Vnitřní systém

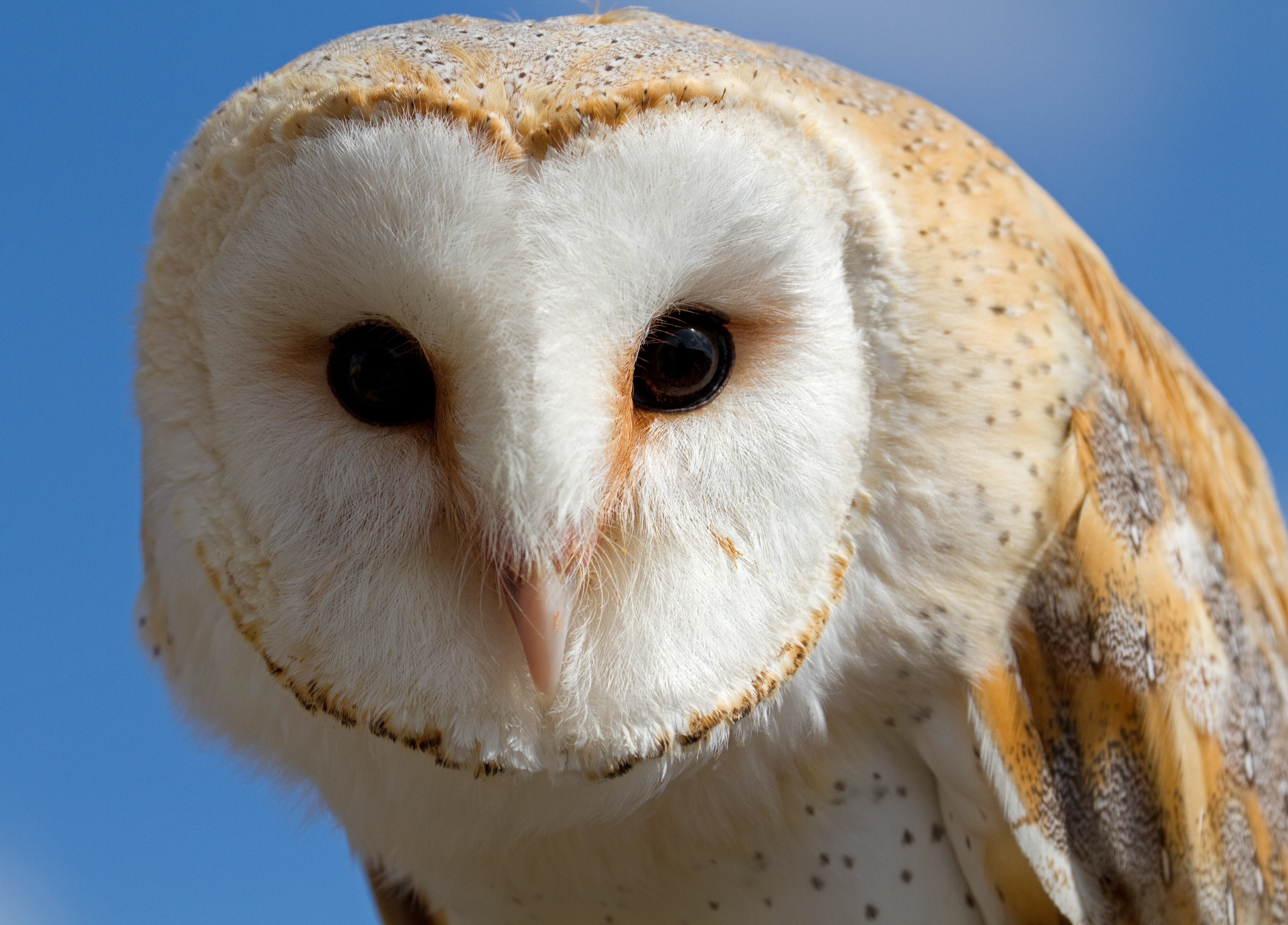
Sova pálená se srdčitým závojem, který je typický pro všechny zástupce rodu Tyto

Sovy představují ucelenou, jednoznačně identifikovatelnou skupinu ptáků. Jejich vnitřní taxonomie je však daleko od vyřešení nejen na úrovni druhové a rodové, ale shoda není ani v počtu a definici podčeledí. Situaci ztěžuje mimo jiné vysoká morfologická podobnost některých druhů, podobnost opeření i nedostatečné znalosti o biologii a chování velkého množství druhů. Některé druhy sov jsou natolik vzácné, že se dosud nepodařilo získat jejich genetické vzorky, a jejich taxonomické zařazení je proto nejisté. Časté je rozdělení druhů do více druhů (tzv. split), seskupení různých druhů či poddruhů do jednoho (tzv. lump), i rozeznávání různých populací, morf a poddruhů. Jen mezi lety 1972–2014 počet rozpoznávaných druhů sov vzrostl ze 109 na 268. Sovy se typicky dělí do šesti čeledí, z nichž čtyři jsou vyhynulé a dvě recentní. Tyto vyhynulé čeledi představují:
- Palaeoglaucidae – zahrnuje rod Palaeoglaux ze středního eocénu.
- Sophiornithidae – včetně rodů Berruornis, Palaeobyas, Sophiornis a Palaeotyto. Zástupci této čeledi jsou známi od paleocénu po eocén.
- Protostrigidae – zahrnuje rody jako Minerva, Eostrix a Oligostrix. Ve fosilním záznamu se objevují od eocénu po oligocén.
- Ogygoptyngidae – rod Ogygoptynx z paleocénu.[42]

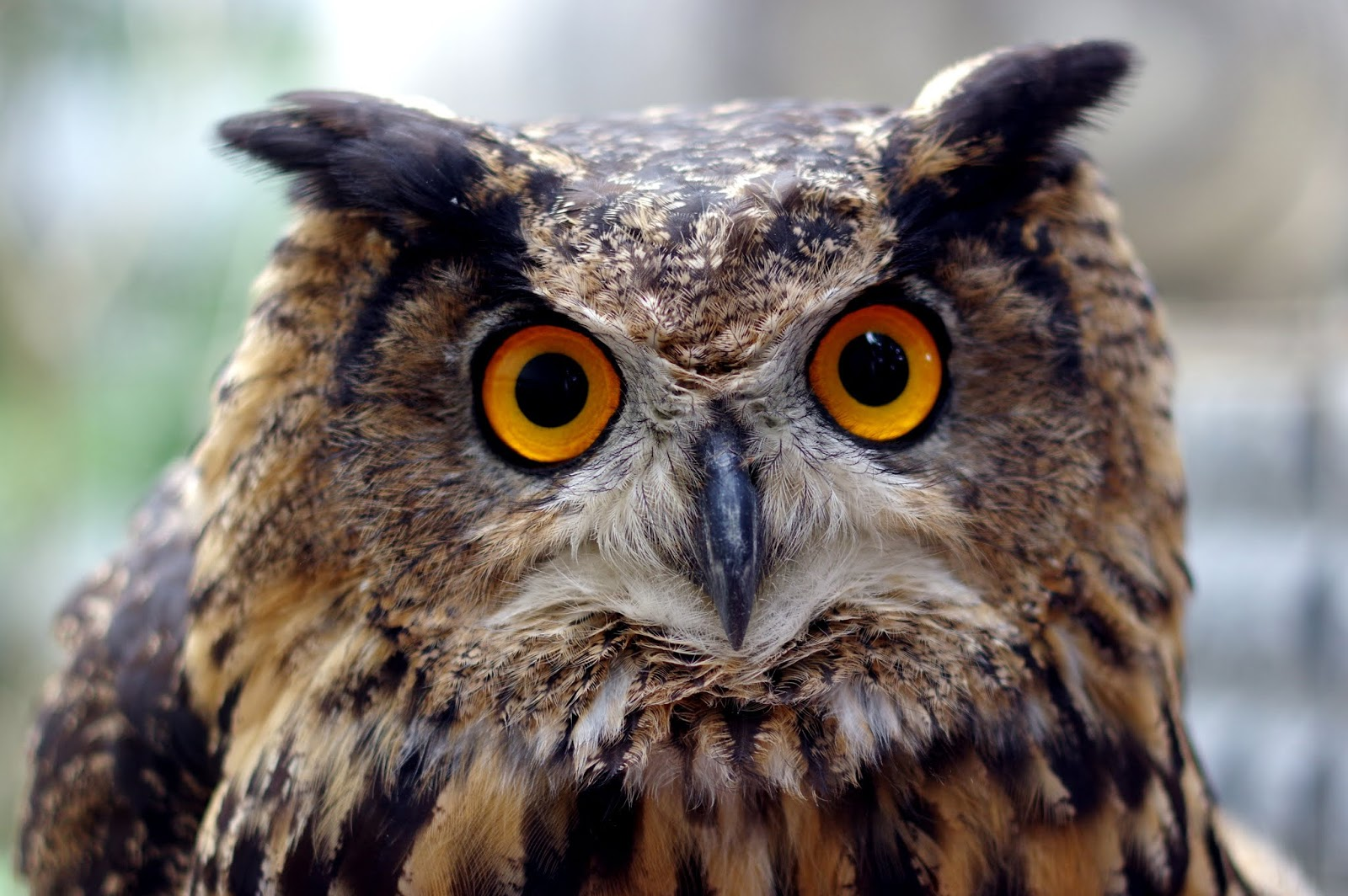
Výr velký s oušky, které patří k hlavním vnějším znakům puštíkovitých

Moderní sovy se tradičně dělí do dvou čeledí, z nichž v každé se rozeznává řada fosilních a nedávno vymřelých druhů. Tyto čeledi jsou:
- Tytonidae – sovovití
  - Poměrně malá čeleď o dvou rodech a 20 druzích, které v češtině nesou rodový název sova.[43] Starosvětský rod Phodilus zahrnuje menší druhy sov, do celosvětově rozšířeného rodu Tyto se zařazují velké druhy sov včetně ikonické sovy pálené. Pro všechny sovy z rodu Tyto je typický srdčitý závoj kolem malých tmavých očí a dlouhé nohy. Druhy z rodu Phodilus mají oválnější, tvarově komplexnější závoj obepínající relativně velké oči; nohy jsou krátké a záprstí opeřené.[39]
- Strigidae – puštíkovití
  - Druhově bohatší čeleď zahrnující přes 230 druhů sov ze všech kontinentů. Druhová rozmanitost se odráží i v českém jazyce, ve kterém nesou zástupci této čeledi rozmanitá rodová jména jako je ketupa, výr, výreček, puštík, výřík, kalous, kulíšek, sovice, sovka nebo sýc.[43] Pro puštíkovité je typický kruhový závoj kolem velkých očí, vztyčitelná pírka po stranách hlavy (tzv. ouška) a delší prostřední prst oproti prstům vnitřním.[44]

Tradiční rozdělení sov do dvou čeledí je podpořeno moderními fylogenetickými výzkumy, nicméně zejména u puštíkovitých pokračují debaty o počtech rozeznávaných druhů, rodů a dokonce i podčeledí. Seznam světových ptáků Mezinárodní ornitologické komise (IOC World Bird List) v roce 2024 rozeznával 255 druhů sov ve 25 rodech. K objevu a popisu nových druhů přitom neustále dochází. Například v roce 2021 byla popsána puštíkovitá sova Megascops alagoensis z Atlantického lesa a roku 2022 došlo k popisu výrečka Otus bikegila z Princova ostrova.

## Popis a morfologie

### Kostra
Kosterní stavba těla silně připomíná kostru ostatních ptáků. Dominantou lebky jsou mohutné očnice. Odlišujícím znakem některých druhů je asymetrické umístění ušních otvorů v lebce (viz podkapitola Sluch). K odlišení puštíkovitých od sovovitých lze použít pouze hrudní kost (sternum). U sovovitých je hřeben hrudní kosti (carina) nahoře široký, směrem k žaludku se zužuje a spodní okraj kosti má na každé straně jen menší výkroj. Naproti tomu u puštíkovitých je hřeben hrudní kosti nahoře zúžený, v níže položené části u žaludku se rozšiřuje a spodní okraj má na každé straně dva hluboké zářezy.

### Velikost

Schematické přirovnání velikosti člověka s největší známou vyhynulou sovou,Ornimegalonyx

Tím, že mají sovy tak načechrané peří, budí dojem, že jsou větší, než ve skutečnosti jsou. Jejich trup je nicméně subtilní a kosti tenké. Většina sov představuje středně velké ptáky. Nejmenším recentním zástupcem celého řádu je kulíšek trpasličí (Micrathene whitneyi), který dorůstá k 13–14 cm a váží 36–48 g. Největšími zástupci sov jsou dva druhy výrů – výr Blakistonův (Ketupa blakistoni), kde samice dosahuje výšky přes 70 cm, váhy kolem 4,6 kg a rozpětí křídel až 200 cm, a výr velký (Bubo bubo), který je ještě o něco vyšší, avšak lehčí. Co se vyhynulých druhů týče, zcela největším známým zástupcem sov byla přes 1 m vysoká puštíkovitá nelétavá sova Ornimegalonyx, která žila na Kubě až do pozdního pleistocénu. Raně eocenní Eostrix gulottai, měřící pouhých 12 cm, je pak nejmenší známou vyhynulou sovou.
Kolem 90 % sov vykazuje tzv. převrácenou pohlavní dvojtvárnost čili samice jsou větší než samci. Ve zbývajícím počtu případů jsou samci větší, nebo stejně velcí jako samice. Větší samice jsou typické i pro většinu dalších dravých ptáků. Větší velikost sovích samic byla spojena hned s několika faktory, jako je produkce vajec, lepší výhřevnost během inkubace nebo efektivnější obrana hnízda. Naopak menší samci jsou hbitější a rychlejší letci, takže jejich energetická spotřeba při shánění potravy pro rodinu je nižší.

### Opeření
Sovy mají vesměs velmi nenápadné „maskovací“ zbarvení, které jim pomáhá dobře splynout s okolním prostředím. Opeření závisí na typu obývaného stanoviště. Obecně se dá říci, že druhy obývající stanoviště vyšších zeměpisných šířek, kde se v zimě vyskytuje sníh, bývají světlejší než tmavší druhy z oblastí blíže k rovníku. Krajním případem je převážně bílá sovice sněžní (Bubo scandiacus) ze severního holoarktu. Druhy obývající různé habitaty variabilních zeměpisných šířek, jako výr virginský (Bubo virginianus), často hýří různými odstíny od světle šedé po tmavě hnědou. Lesní sovy bývají hnědé a pouští druhy (puštík pouštní (Strix hadorami) aj.) mívají světlé, často pískovitě zbarvené opeření. U některých druhů se mohou objevovat jinak zbarvené morfotypy (např. puštík obecný (Strix aluco)). Pohlavní dvojtvárnost v opeření se většinou nevyskytuje, výjimku tvoří např. již zmíněná sovice sněžní, kde je samec převážně bílý a samice má černé pruhování. Mláďata sov se rodí obalena prachovým peřím, které je většinou bělavé. Juvenilní opeření je typicky velmi podobné dospělcům, avšak i zde se najde pár výjimek (např. puštík černobílý (Strix nigrolineata)).

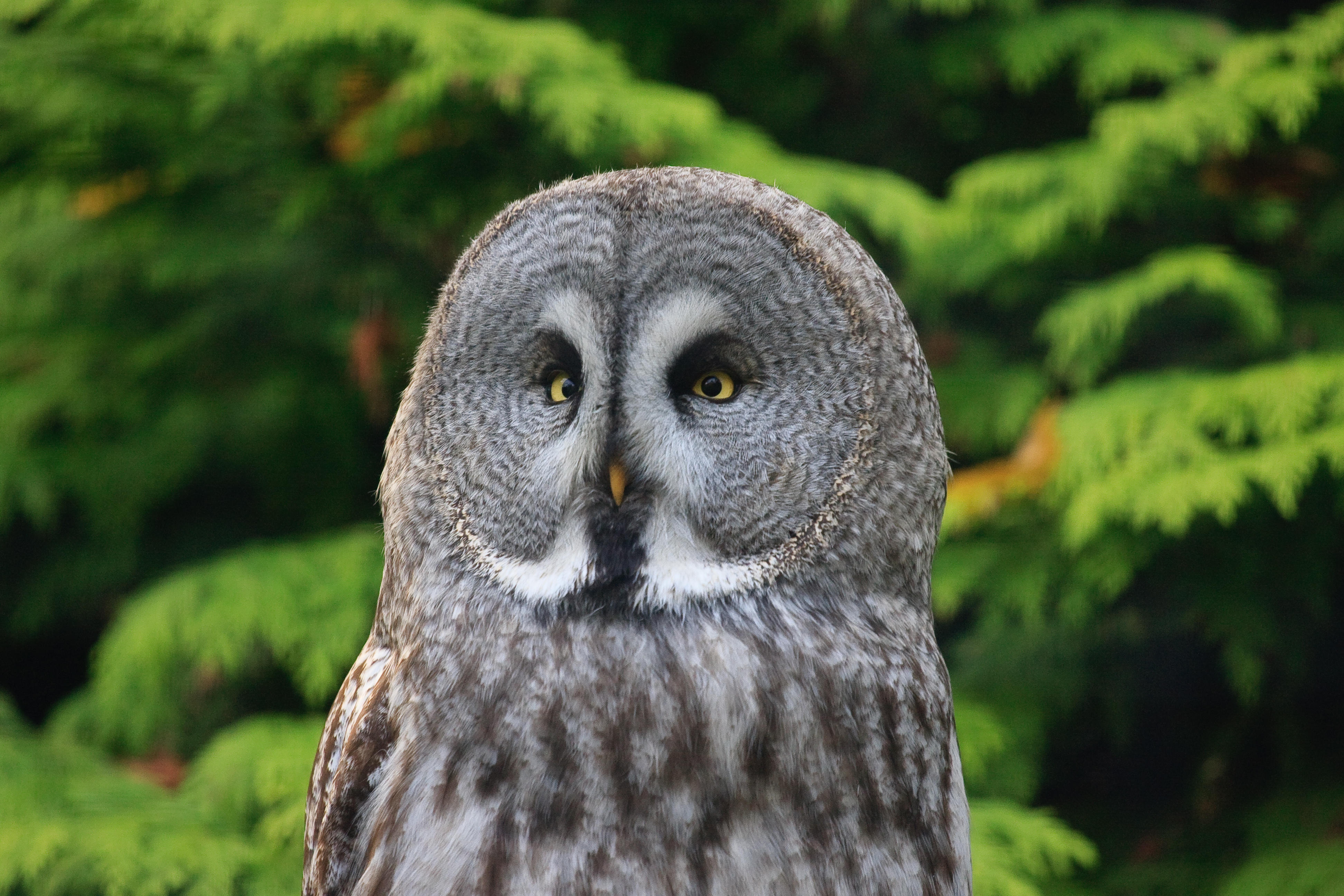
Puštík vousatý (Strix nebulosa) s výrazným mohutným závojem

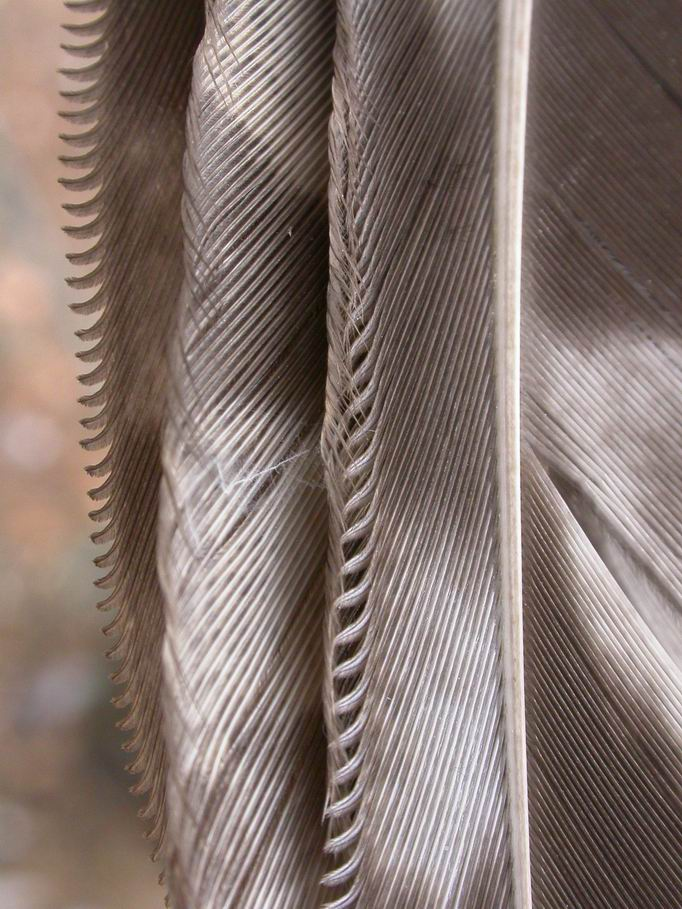
Ukázka hřebínkovitých okrajů letek typických pro všechny sovy (na obrázku letka puštíka obecného)

Výjimečně měkké peří sov umožňuje extrémně tichý let, což sovám nejen napomáhá při přiblížení k nic netušící kořisti, ale navíc umožňuje orientaci sluchem, kterou by šustot normálních křídel rušil. Obecně platí, že sovy mají delší peří než průměrní ptáci, počet paprsků per je menší, okraje per jsou jemnější a pera jsou průhlednější než pera ostatních ptáků. Redukci hluku křídel pomáhá hned několik adaptací, jako jsou hřebínkovité okraje náběžné hrany letek, extra měkký sametový povlak svrchní strany per a třásnité okraje letek podél odtokové hrany. Hřebínkovité okraje letek pomáhají redukovat hluk skrze optimalizaci proudění vzduchu. Sametový povlak opeření zase dopomáhá snížit hladinu hluku vzniklou v důsledku tření per o sebe a patrně díky jemnému povrchu dochází i ke snížení hluku vytvářeného aerodynamickými procesy, např. v důsledku turbulencí na povrchu křídel. Obecně platí, že nejtišší let mají čistě noční druhy sov; let sov lovících zčásti během dne bývá hlasitější.

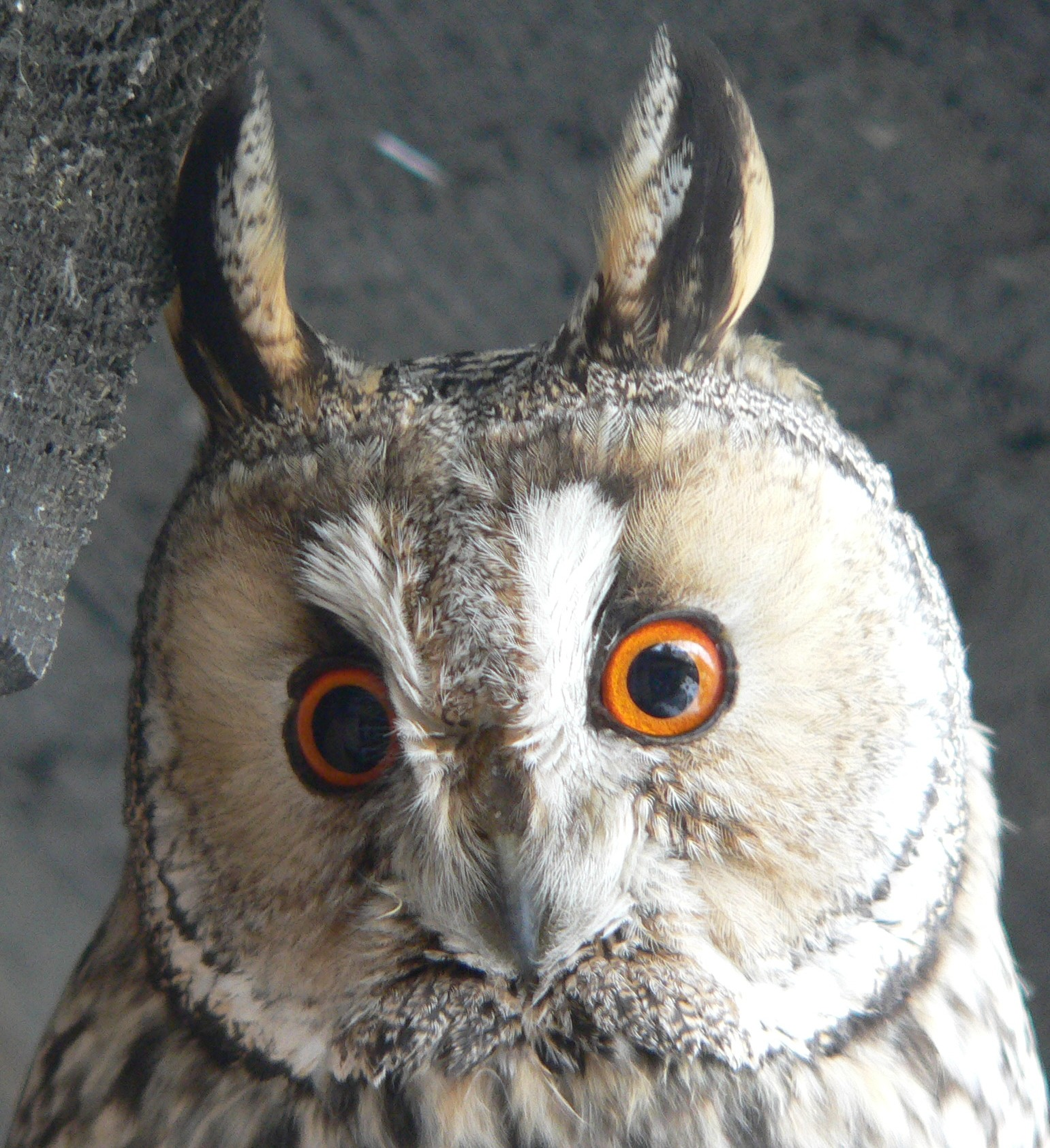
Kalous ušatý (Asio otus) s výraznými vztyčenými oušky

Sovy mívají kolem očí vějířovitě uspořádané peří, které se nazývá závoj. Ten mívá různý tvar a variabilní stupeň vyvinutí. Kolem 43 % druhů sov má na hlavě vztyčitelná pírka, která připomínají uši, kterým se říká ouška. Jejich funkce je různá, avšak se sluchem nemají nic společného. Sovy vidí v noci dobře na to, aby dokázaly rozpoznávat tvary a obrysy, a ouška spolu s vokálním repertoárem sovám slouží k mezidruhové identifikaci, což se hodí hlavně v oblastech, kde se překrývá výskyt druhů s oušky a bez nich. Ouška představují i účinnou obranu proti predátorům. Tvar soví hlavy s načepýřenými oušky nápadně připomíná savčí hlavu, což může predátory odradit od útoku na sovu a její hnízdo. Ouška rovněž slouží jako účinné maskování, jelikož narušují uhlazenou obrysovou linii hlavy, a nehybná sova se vztyčenými oušky snadněji splyne s přirozeným prostředím.
Jemné opeření sov se časem opotřebovává a dochází k přepeřování, tedy náhradě staršího peří za nové. Přepeřování u sov je zvláštní tím, že nedochází k výměně všeho peří každý rok. Pro některé rody (Athene, Glaucidium) je typické každoroční přepeření letek, avšak u jiných rodů (Aegolius, Bubo, Nyctea, Strix, Tyto) dochází každý rok k výměně jen několika letek a v krajních případech může cyklus jednoho přepeření letek trvat 5–6 let.

### Zobák, prsty a drápy

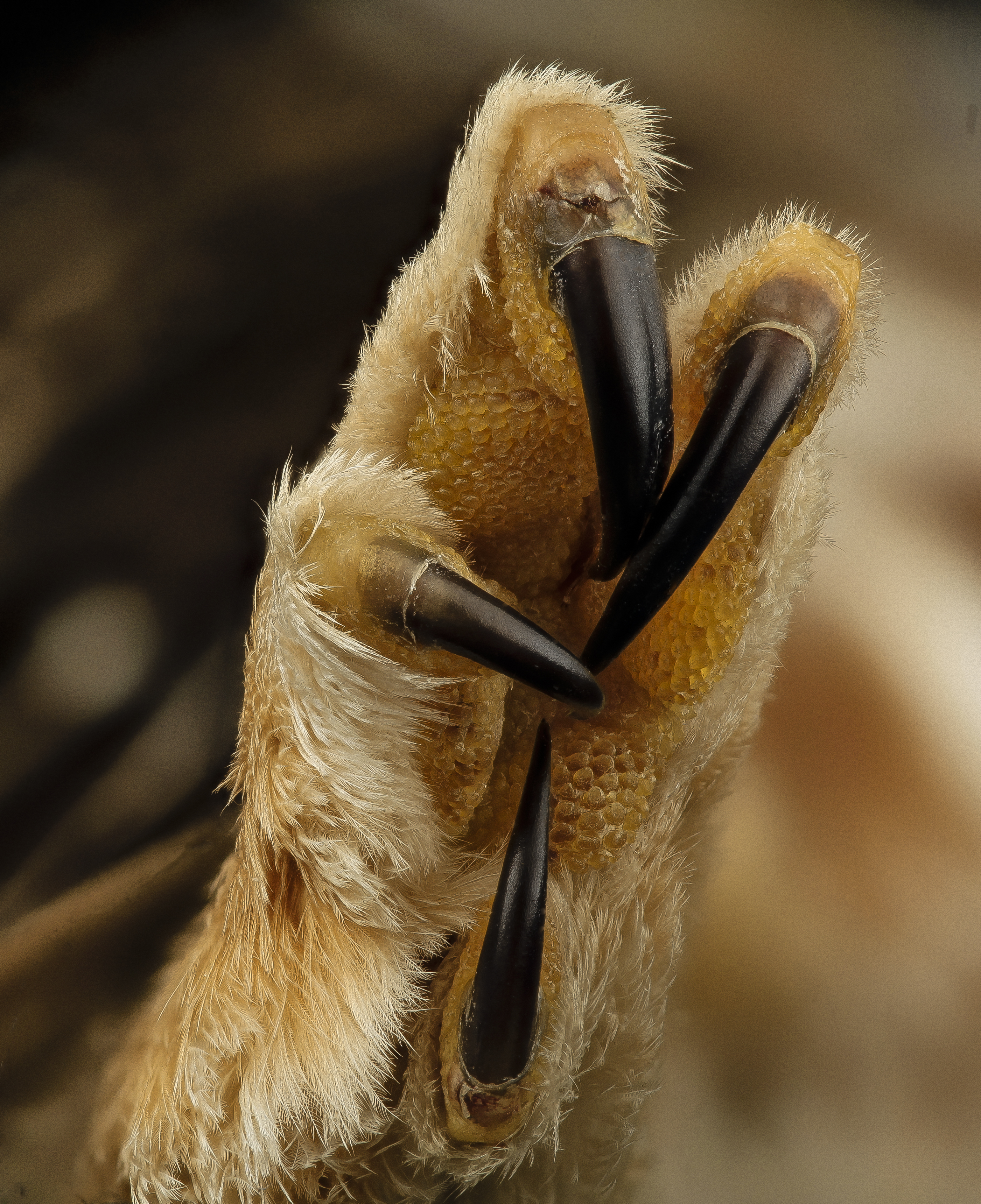
Detail opeřené nohy s drápy sýce amerického (Aegolius acadicus)

Sovy mají velký, silný zobák, který se na rozdíl od dravců zakřivuje směrem dolů již od jeho kořene, takže sovám nepřekáží v zorném poli. Hrany zobáku jsou hladké. Nosní otvory jsou umístěny v měkkém ozobí u kořene zobáku, které je částečně skryto v peří závoje. Z oblasti kořene zobáku vyrůstají štětinová pírka neboli vibrisy, které mají hmatovou funkci.
Nohy mají vždy čtyři prsty. Ve srovnání s ostatními dravými ptáky jsou soví prsty kratší a širší. Čtvrtý prst, tzv. vratiprst, se může otočit dozadu o 180°. U sovovitých mají 2. a 3. prst stejnou velikost, dráp středního prstu je na spodní straně vroubkovaný, což slouží k úpravě peří. U puštíkovitých je 2. prst podstatně kratší než 3. prst. Všechny sovy pak mají delší dráp 2. prstu než u 3. prstu, což je v rámci dravých ptáků ojedinělé.
Nohy včetně prstů jsou často opeřené, což je snad forma obrany proti kousancům zachycené kořisti, a v případě sov žijících v chladném prostředí jde o formu ochrany proti tepelným ztrátám. Sovy chytající ryby (Ketupa sp. a další) nemívají na nohách ani prstech opeření a spodní strana jejich noh je pokryta malými zrnitými šupinkami, které slouží k úchopu kluzkého, slizkého povrchu rybího těla. Některé hmyzožravé sovy mají nohy ochlupené. U všech druhů sov jsou nohy zakončené silnými, ostrými drápy, které slouží k lapání kořisti.

### Zrak
Oči sov patří k nejdokonalejším zrakovým orgánům zvířecí říše. Soví oči jsou asi 2,2× větší než oči běžných ptáků srovnatelné velikosti. Oči větších druhů sov jsou dokonce větší než oči lidské. Jsou přizpůsobené k vidění při minimálním světle, v úplné tmě sovy však vidět nedokáží. Silný a vysoký sklerotikální prsten dodává očím oválný tvar. Oči mají obrovskou, téměř kulovitou duhovku a silně vyklenutou rohovku. Obrovská sítnice je hustě osázena tyčinkami a částečně i čípky, nicméně jejich malý počet naznačuje, že přinejmenším některé druhy nemusí dobře rozeznávat všechny barvy. Přinejmenším některé druhy sov patrně mohou vnímat ultrafialové světlo.

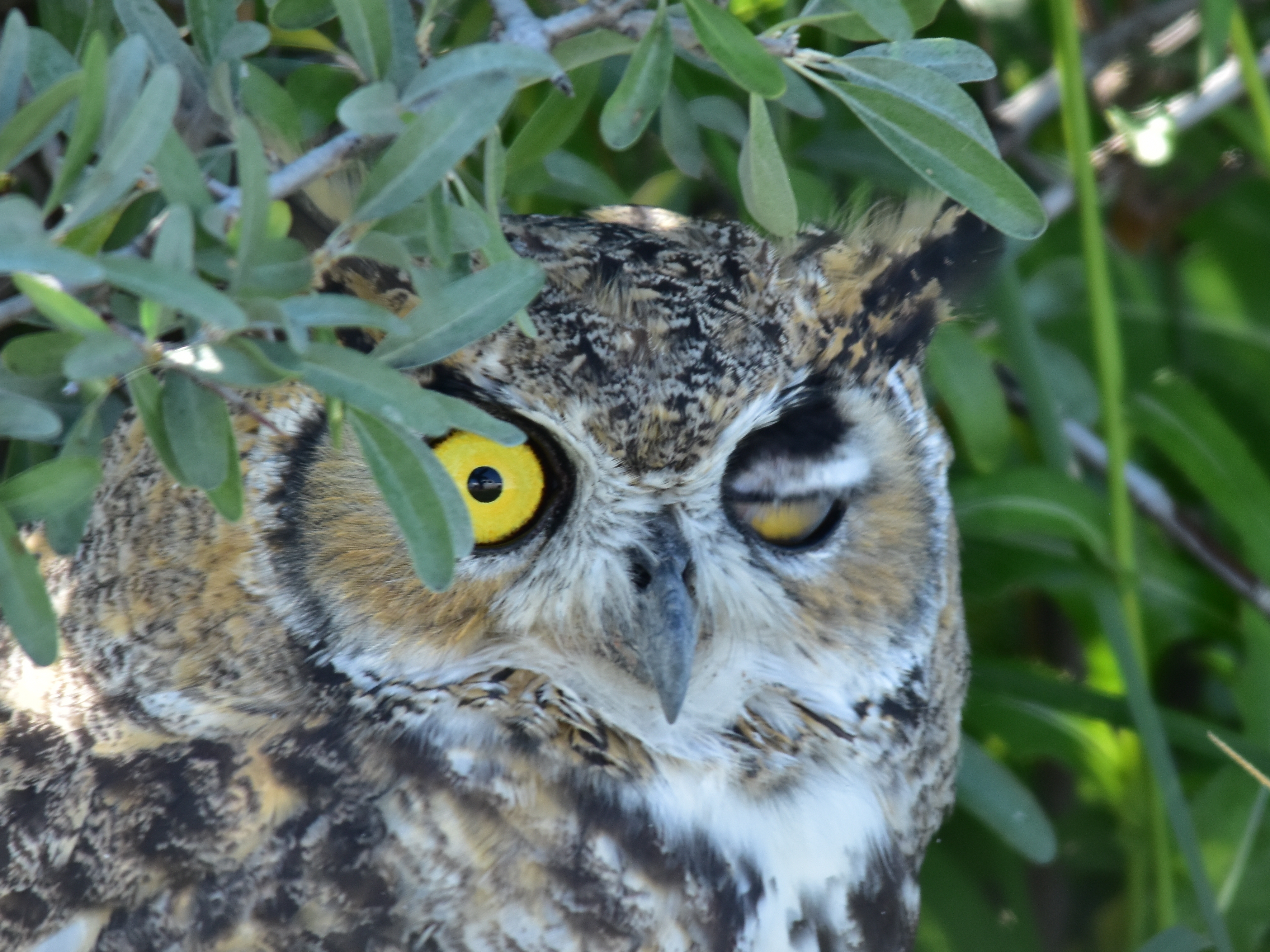
Výr virginský (Bubo virginianus) při mrkání jedním okem

Oční koule jsou umístěny v očnicích napevno a nepohyblivě, čili sovy nemohou s očima hýbat do stran jako člověk. Oční koule paradoxně nemají tvar koule, ale spíše krátkého válce. Výhoda válcovitých očí spočívá v možnosti mít obrovskou rohovku, snížit váhu na minimum (jak očních koulí, tak lebky, která by v případě stejně velkých kulovitých očí musela být větší) a zachovat dostatečnou vzdálenost mezi čočkou a sítnicí, takže sovy mohou dobře zaostřit i na vzdálené předměty. Zatímco na dálku sovy vidí velmi dobře, na předměty zcela blízké nedokážou kvůli nehybnosti očí zaostřit. Proto se, například při porcování kořisti, řídí pomocí štětinovitých pírek (vibrisů). Na rozdíl od všech ostatních ptáků používají sovy při mrkání horní, nikoli dolní víčko. Sovy dokáží rozlišovat v takřka úplné tmě velmi drobné detaily a jejich zrak funguje výborně i během dne. V literatuře se pro představu uvádí, že soví zrak je 35–100× lepší než zrak lidský.

Schematické srovnání zorného pole holuba a sovy

Soví oči jsou umístěny v přední části lebky tak daleko, jako u žádných jiných ptáků. Soví zorné pole má úhel kolem 110°, z nichž se kolem 60–70° překrývá, tzn. tato část vidění je binokulární. Binokulární vidění umožňuje vnímání hloubky prostoru, takže sovy při lovu dovedou dobře odhadnout vzdálenost a pozici kořisti. Řada jiných, hlavně nedravých druhů ptáků sice disponuje větším zorným polem, avšak jejich binokulární vidění je mnohem užší, protože jejich oči jsou umístěny po stranách hlavy. Např. holubi mají oči po stranách hlavy a jejich zorný úhel sice je 340°, nicméně jejich binokulární vidění pokrývá pouze asi 20° úhel. Monokulární vidění sice postačuje např. k vnímání hrozeb v okolí, k lovu je však neefektivní. Sovy nedostatečný úhel zorného pole kompenzují schopností otáčet hlavou až o 270°. Studie z roku 2023 ukázala, že sovy jsou technicky schopné hlavou otočit i o 360°, nicméně k takovým rotacím ve volné přírodě ani v zajetí běžně nedochází.

### Sluch

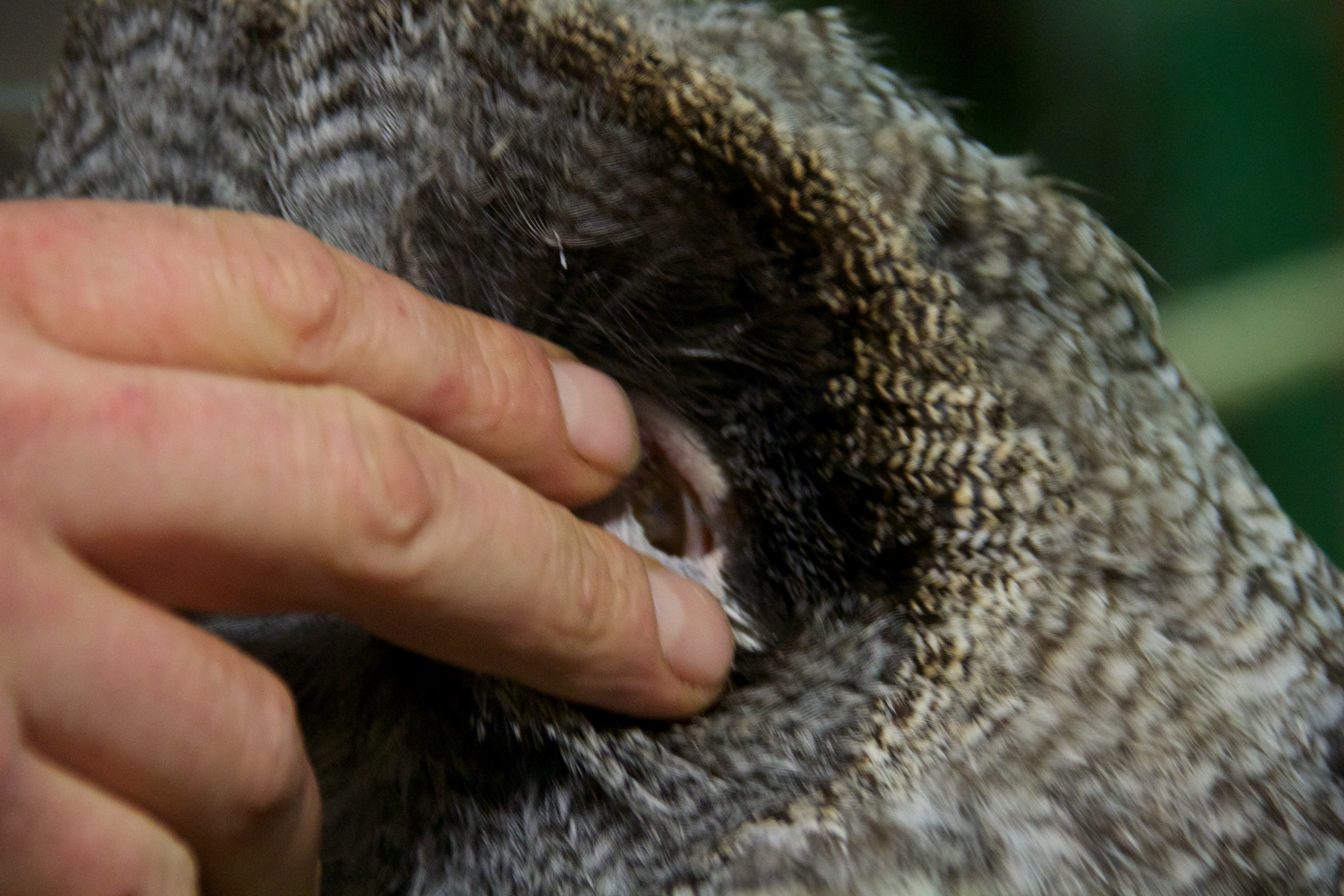
Ušní otvor puštíka vousatého (Strix nebulosa)

Vedle zraku mají sovy též extrémně dobře vyvinutý sluch. Ušní otvory srpovitého tvaru jsou ukryty za vztyčitelnou kožní řasou, která nasměrovává zvuk do ušního otvoru podobně jako ušní boltec. Zpracování sluchu pomáhá obrovské vnitřní ucho společně se sluchovou oblastí mozku napěchovanou mnohem větším množstvím nervových buněk než u jiných ptáků podobné velikosti. V laboratorních podmínkách bylo opakovaně ukázáno, že sova pálená umí kořist lokalizovat v úplné tmě pouze pomocí sluchu. Z divoké přírody jsou pak známy soví druhy, které dokáží s výbornou přesností lovit hlodavce pod sněhovou pokrývkou, přičemž pro jejich lokalizaci využívají nepatrné zvukové podněty vydávané hlodavci pod sněhem. Sovy mohou svůj sluch využít k lovu pouze v případě, že se kořist pohybuje nebo vydává zvuky. S oblibou proto nalétávají do vegetace, aby tím kořist vyplašily a donutily ji k pohybu nebo hlasovému projevu.

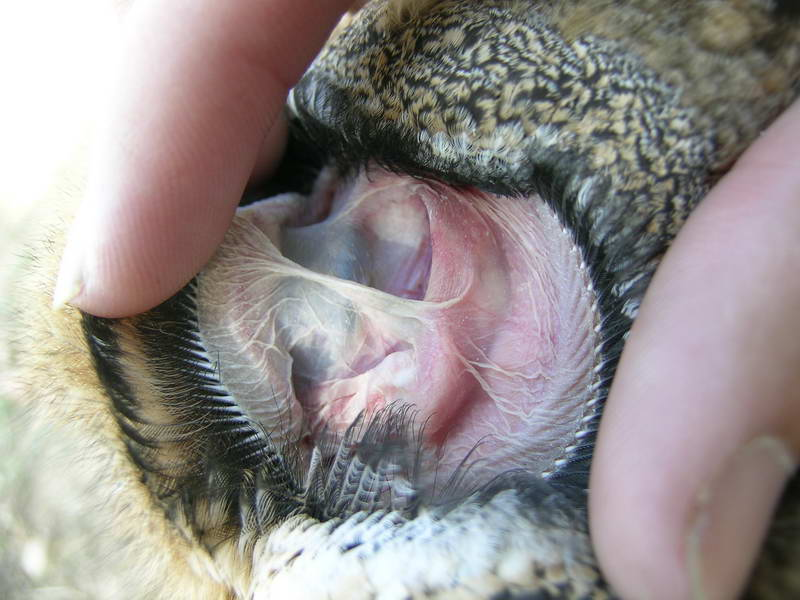
Detail ušního otvoru kalouse ušatého

Jedna z nejvýznamnějších anatomických zvláštností sluchového ústrojí velkého množství druhů sov je vertikální asymetričnost sluchového aparátu. Ta umožňuje sovám přesnější lokalizaci kořisti, pro kterou sovy využívají miniaturní časový rozdíl mezi levým a pravým uchem. Zajímavé přitom je, že se tato asymetrie vyvinula hned v několika liniích sov nezávisle na sobě, takže anatomické detaily asymetrických uší se u jednotlivých skupin sov liší. Tak například u výra velkého, rodu Cicabba a některých sov z rodu Strix se asymetričnost projevuje pouze v měkké tkáni, konkrétně rozdílnou velikostí ušních otvorů. U rodu Asio již dochází k hlubším modifikacím sluchového aparátu, avšak stále na úrovni měkké tkáně. Naproti tomu u rodu Aegolius již nastávají významné modifikace lebky, kdy je pozice i tvar ušních otvorů v lebce na každé straně odlišný.
Další morfologickou zvláštností umocňující efektivitu sluchového aparátu je péřový závoj, který pomáhá s lokalizací a nasměrováním zvuků. Okraj závoje je tvořen poměrně tuhými pery, zatímco peří kolem ušních otvorů je opatřeno vláknitými prapory, které pomáhají odrážet zvukové vjemy. Zvláštní svaly v oblasti obličeje sovám umožňují nasměrovávat opeření závoje různými směry, což jim pomáhá s lokací zachyceného zvuku. Tyto pohyby byly přirovnávány k zaostřování světlometu ve tmě. Obecně platí, že striktně noční druhy sov mají větší závoj než sovy lovící částečně za soumraku nebo ve dne. Studie z roku 2022 našla spojitost mezi velikostí závoje a délkou hřebínkovitání letek, z čehož autoři výzkumu vyvozují, že čím má sova lepší sluch, tím má tišší let.

## Biologie a ekologie

### Chování

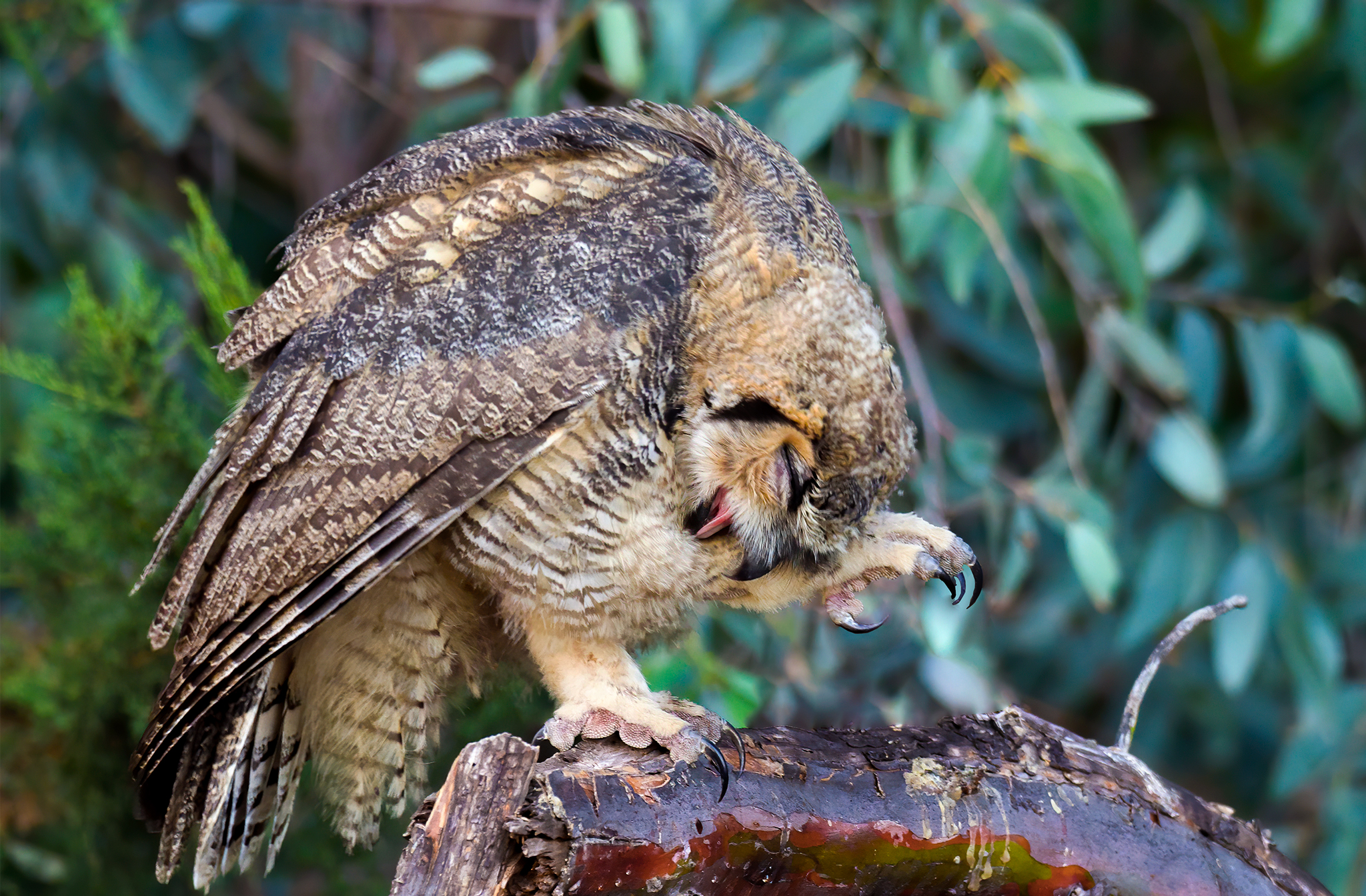
Výr virginský při péči o peří

Kolem 70 % sov je aktivních pouze v noci. Většina zbývajících sov je částečně denních nebo soumračných a pouze několik druhů je čistě denních. K denním sovám patří sovice krahujová (Surnia ulula), sýček králičí (Athene cunicularia), kulíšek západní (Glaucidium californicum) a kalous pustovka (Asio flammeus), kteří jsou aktivní hlavně během dne. Některé další druhy sov jsou do menší či větší míry krepuskulární, tzn. aktivní převážně v době soumraku a rozbřesku. Pomyslná hranice mezi nočními, soumračnými a denními druhy však není u některých druhů sov zřetelná. Problém vymezení nastává především ve vysokých zeměpisných šířkách, kde sovy nevyhnutelně loví během extrémně dlouhých letních dní a v zimě zase během dlouhých nocí. Příkladem jsou sovice sněžní a sovice krahujová, z jižní polokoule lze jmenovat výra magellanského (Bubo magellanicus). Sovy typicky začínají se svou aktivitu po západu slunce během stmívání. Den začínají protahováním křídel a nohou, po kterém následuje čištění peří. Hřadují samostatně nebo v páru a v případě párového hřadování dochází ke vzájemnému čistění peří (tzv. allopreening). Po očistě sovy opouští hřadoviště a začnou hledat potravu. Hlavně v době toku mohou před vylétnutím nejprve vokalizovat. Sovy jsou většinou teritoriální, avšak v období mimo hnízdění se některé druhy mohou sdružovat do hejn, a například sýc rousný (Aegolius funereus) může hřadovat ve skupinách na zemi lesních mýtin či polí.

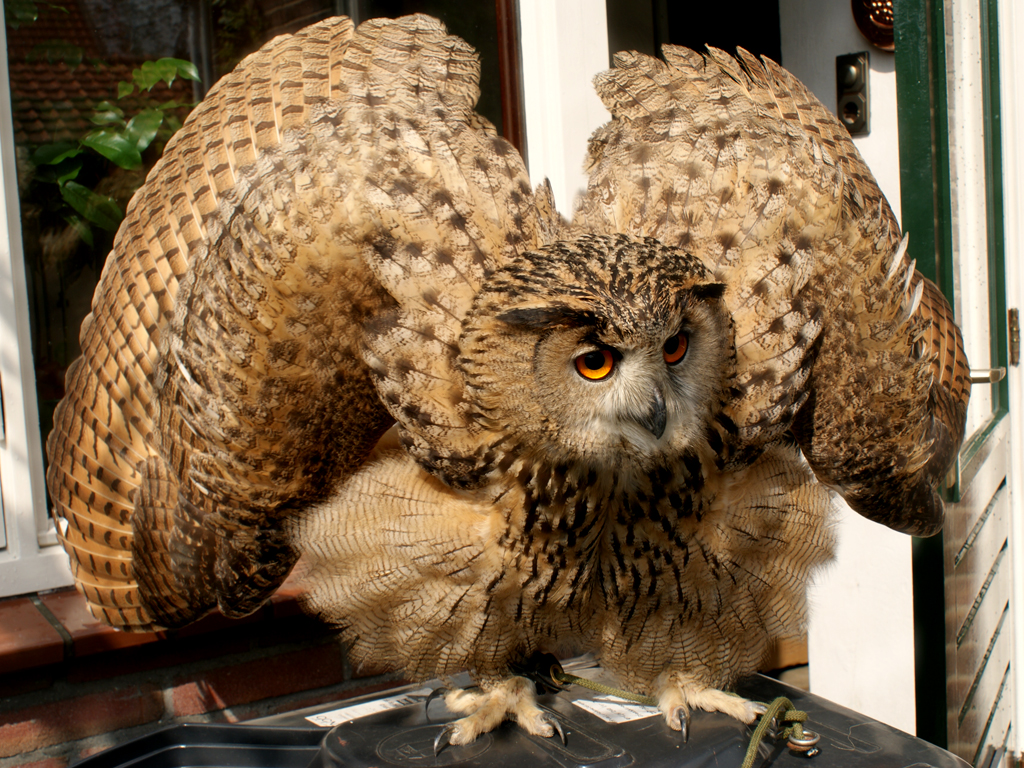
Výr velký ve výhružné pozici

Většina sov zůstává na svých teritoriích po celý život. Řada druhů se vyznačuje vysokou hnízdní fidelitou. Většina druhů je víceméně rezidentních, avšak menší část sov podniká pravidelné sezónní dálkové migrace. Příkladem z evropského prostředí může být výreček malý (Otus scops), který na zimu odlétá do Afriky. Některé druhy místo typické migrace (tzn. pravidelného letu do víceméně stejné lokace) podnikají zimní potulky, které jsou vyvolávány především nedostupností potravy, často hlodavců. K těmto potulným druhům patří například sovice sněžní, sovice krahujová nebo puštík vousatý.
Sovy s oblibou podnikají vodní koupele, ke kterým dochází na mělké vodní ploše nebo v dešti. Nezřídka kývají tělem nebo otáčí hlavou sem a tam, což je spojováno se zaostřováním vidění. V případě nebezpečí sova buďto odlétá, nebo zaujímá výhružný postoj, pře kterém načepýří své opeření, nakloní tělo kupředu a roztáhne křídla, během čehož může klovat zobákem nebo vydávat syčivé zvuky. V době hnízdění bývají sovy v okolí hnízda značně agresivní.

### Vokalizace
Vzhledem k noční povaze sov a jejich kryptickému zbarvení jsou sovy častěji slyšeny než viděny. Jejich vokální projev je poměrně jednoduchý a zahrnuje různé typy vřískání, houkání, řvaní, ječení, vrčení a pískání. Sovy při vokalizaci neotevírají zobák jako většina zpěvných ptáků. Nejčastěji vokalizují na frekvencích, které jsou mnohem nižší než frekvence, na kterých nejlépe slyší. To naznačuje, že sluch sov se vyvinul ve spojitosti s hledáním a lokalizací kořisti spíše než ve spojitosti s vnitrodruhovou komunikací. Vokalizace je u sov dědičná, takže se dá použít k druhové identifikaci v terénu. Soví vokální repertoár vykazuje jen malé geografické a individuální rozdíly. Najdou se však i výjimky – sýce rousného (Aegolius funereus) lze individuálně rozpoznat pouze na základě menších odlišností ve vokalizaci. Vokální projevy mívají různou frekvenci a mohou se lesem nést na poměrně velké vzdálenosti. Význam sovích vokálních projevů spočívá zejména ve vymezování teritorií.

### Potrava

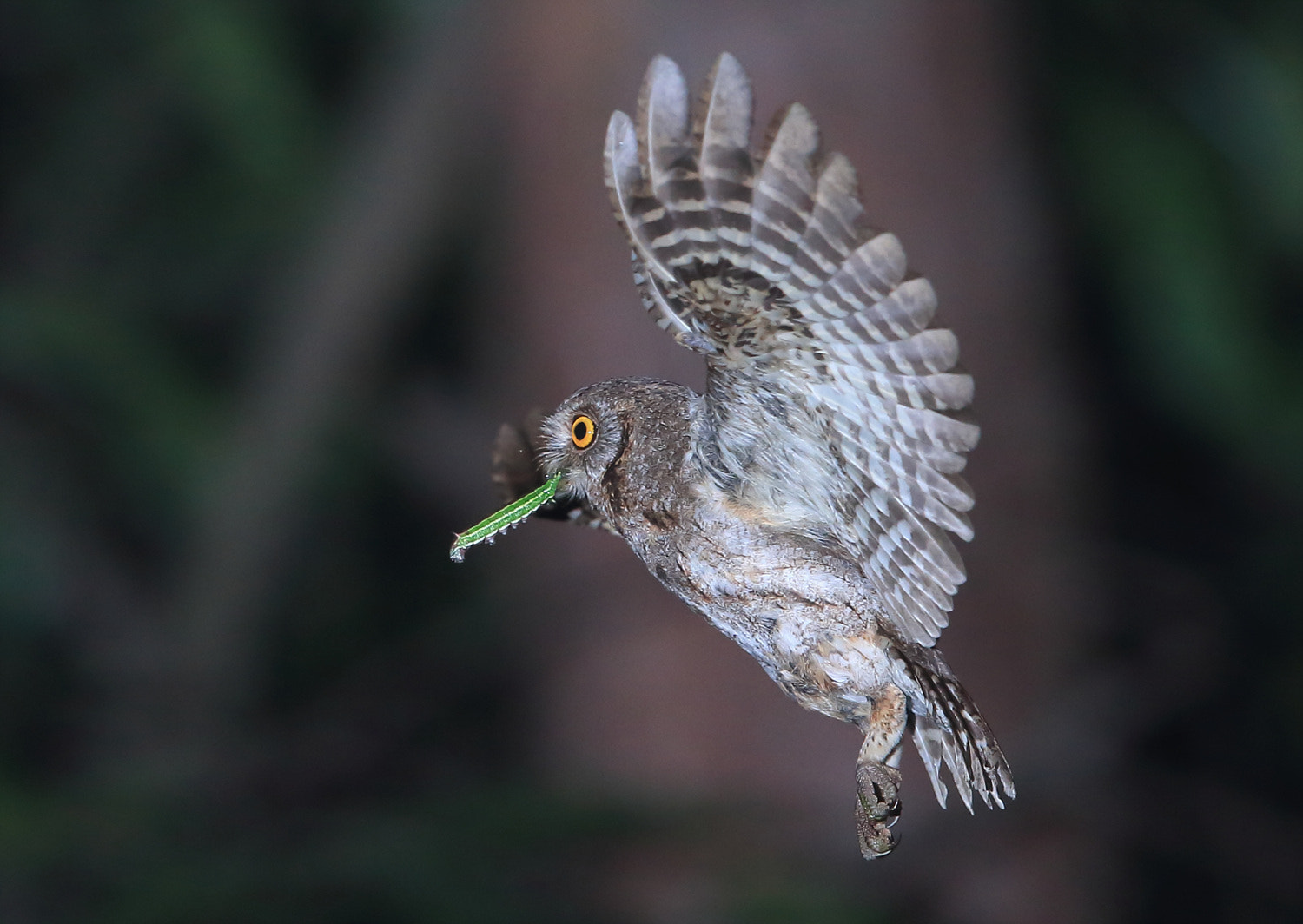
Výreček asijský (Otus sunia) s ulovenou housenkou

Sovy se živí masožravě. Zatímco některé druhy se potravně specializují, jiné druhy představují potravní generalisty. Některé sovy, jako je sova pálená (Tyto alba), se převážně živí hlodavci, zatímco jiné, například sýc rousný (Aegolius acadicus), dávají přednost hmyzu. Některé větší druhy sov, jako je výr virginský (Bubo virginianus), loví nejen menší, ale i středně velké savce, včetně skunků a mývalů. Řada druhů sov loví i letouny či jiné ptáky. U sov, které se živí hlodavci, dochází v letech s nízkými stavy hlodavců k nižší hnízdní úspěšnosti. Výrečkové z rodu Otus a Megascops se živí hlavně hmyzem a sýček obecný (Athene noctua) pozře žížaly, hmyz i menší savce. Výři z rodu Bubo požírají i ježky, zajíce, mladé lišky či ptáky až do velikosti kachen. Některé sovy z rodu Ketupa a Scotopelia se specializují na lov ryb.

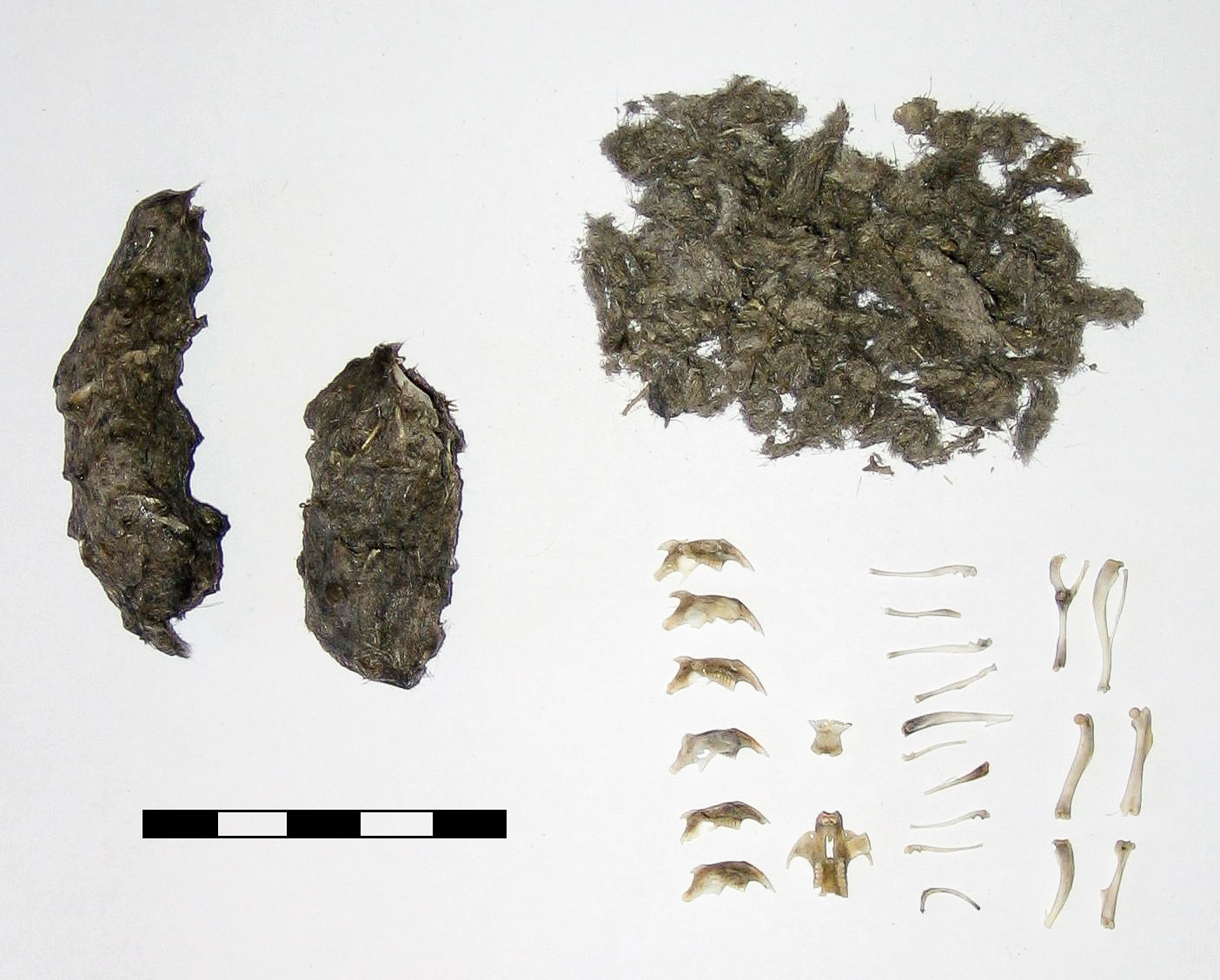
Vývržek kalouse ušatého (Asio otus) a jeho komponenty

Sovy svou kořist uchvacují na zemi do ostrých drápů a často ji polykají vcelku. Nemají vole a potravu rychle tráví. Nestravitelné části (srst, peří, kosti a jiné) pak vyvrhují ve formě vývržků, které vypadají jako tmavé válečky z filcu. Rozborem vývržků se dá neinvazivní metodou poměrně snadno a spolehlivě zjistit řada detailů o sovím jídelníčku, složení místních společenstev drobných savců a své využití najdou i v paleoekologických studiích. Podoba vývržků se často druhově liší velikostí, tvarem i barvou. Sova vyprodukuje v průměru dva vývržky denně, a to typicky v oblasti denního hřadoviště nebo přímo na hnízdišti.
K lovu typicky dochází tichým snášením z bidla. Sova nejdříve posedává na bidle, bedlivě pozoruje okolí a nastražuje sluch, a v případě i toho nejmenšího skřeku nebo zašustění nohy hlodavce o list se snese na zem a uzme kořist pařáty a hned ji sežere. Létající kořist, jako noční motýly či letouny, uchvacuje přímo za letu. Rybožravé sovy loví ryby z vody s pomocí mohutných pařátů. Sova usmrcuje svou kořist mohutným klovnutím do hlavy nebo rozcupováním pařáty. Menší i středně velkou kořist polyká celou. V případě potravní hojnosti si může v okolí hnízda utvářet potravní zásobárny, kam ukládá potravu pro pozdější konzumaci. Tyto spíže bývají umístěny poblíž hnízda ve stromových dutinách nebo ve větvoví stromu.

### Hnízdění

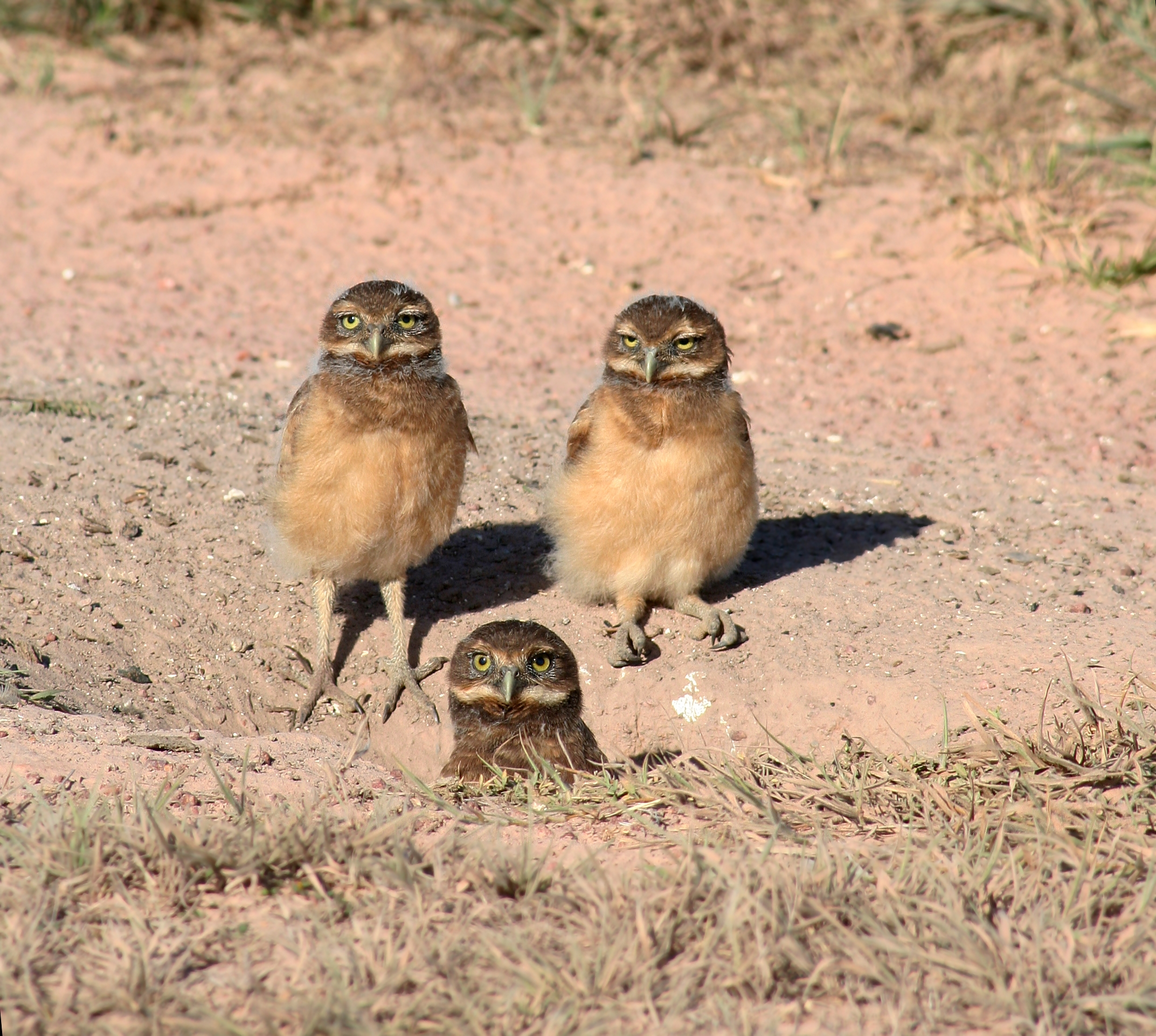
Sýček králičí u své hnízdící nory (Venezuela)

Načasování rozmnožování ovlivňuje řada faktorů, jako je počasí nebo početní stavy hlodavců. Druhy potravně závislé na hlodavcích mohou v letech s vysokým počtem hlodavců zahnízdit časněji, než je pro ně obvyklé. U sovy pálené a kalouse pustovky (Asio flammeus) bylo dokonce v letech s vysokou potravní nabídkou zaznamenáno zimní zahnízdění. Zatímco některé druhy dospívají již v prvním roce života a kladou velké množství vajec (sova pálená aj.), jiné druhy dosahují pohlavní dospělosti až ve stáří několika let a tvoří menší snůšky (výr velký (Bubo bubo), puštík bělavý (Strix uralensis)). Pro počátek hnízdění je typická častá vokalizace. Samci si zabírají teritoria, k čemuž v mírném pásu dochází již koncem zimy, v tropech to může být celoročně, nejčastěji koncem období sucha. Ozývají se hlavně samci, avšak samice se přidávají také s notově vyšší vokalizací a soví pár se nezřídka ozývá v duetu. Po spárování vokalizační aktivity strmě utichají.

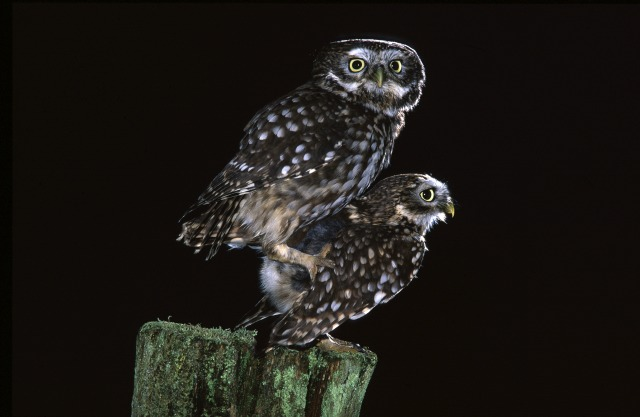
Pár sýčků obecných (Athene noctua) při kopulaci

K páření dochází poblíž budoucího hnízdiště na větvích nebo na kamenech, někdy přímo v místě hnízdiště. Sovy si bývají věrné nejméně po dobu jednoho hnízdního období, řada druhů se páruje na několik let a snad i doživotně. Klasické hnízdo si nestaví, i když některé druhy sov si mohou místo zahnízdění vystlat stébly trav. Pro zahnízdění využívají přirozené stromové dutiny i dutiny vytesané jinými druhy ptáků, dále opuštěná hnízda větších druhů ptáků (krkavcovití, dravci) nebo skalní pukliny a škvíry. Některé druhy jako sovice sněžní zahnízdí i přímo na zemi. Druhy žijící synantropně mohou zahnízdit v rozích půdních prostor vysokých budov (kostelní věže, stodoly aj.) nebo v sovích budkách (tj. ptačích budkách určených pro sovy). Sýček králičí (Athene cunicularia) zahnizďuje v norách, které si sám vyhrabe, nebo využije nory vyhrabané psouny (Cynomys) a králíky. Sovy obývající bezlesou tajgu a tundru hnízdí na vrcholu kopečků či dalších vyvýšenin. Výr velký si dokonce může hnízdo vydlabat v mraveništi. Sovy si někdy v místě hnízdiště vydlabou pro snůšku menší důlek, nebo vejce snáší na vystýlku ze zbytků potravy a vývržků.

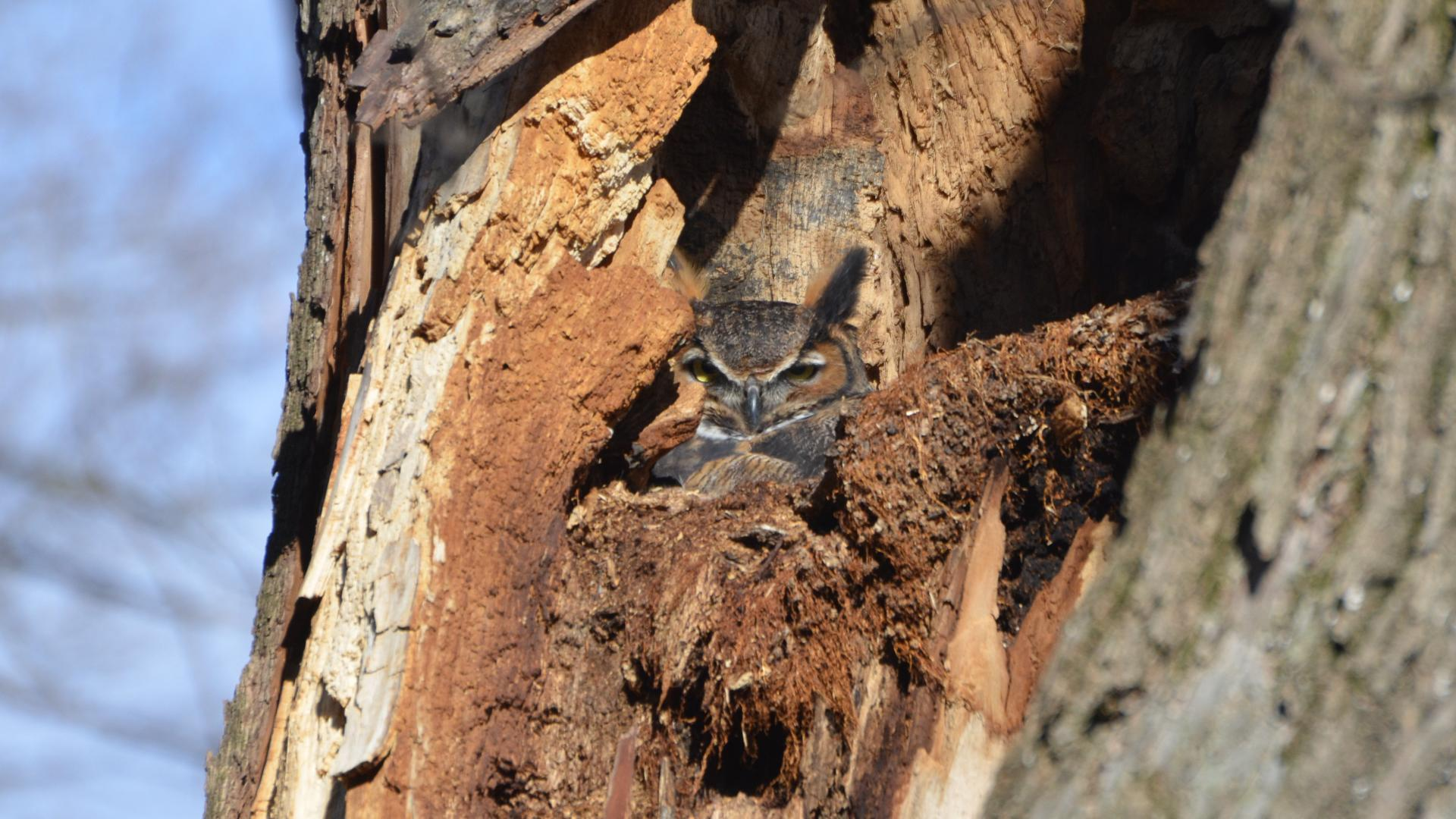
Výr virginský (Bubo virginianus) na hnízdě

Vejce jsou vesměs bílá, u sovovitých oválná a u puštíkovitých kulatá. Velikost snůšky se pohybuje od 1 do 14 vajec. U druhů potravně závislých na hlodavcích je velikost snůšky závislá na početnosti hlodavců. Například sovice sněžní klade v době hojnosti hlodavců 10 až 14 vajec, v době sníženého stavu jen 2–4 vejce, nebo nezahnízdí vůbec. Soví samice snáší ve dvoudenních až několika denních intervalech. Inkubace začíná po nakladení prvního vejce, takže se mláďata klubou asynchronně (postupně) a velikostní rozdíl mezi nimi bývá markantní. Rozdílná velikost umožňuje staršímu mláděti sežrat mladšího sourozence v případě, že se mu nedostává potravy.

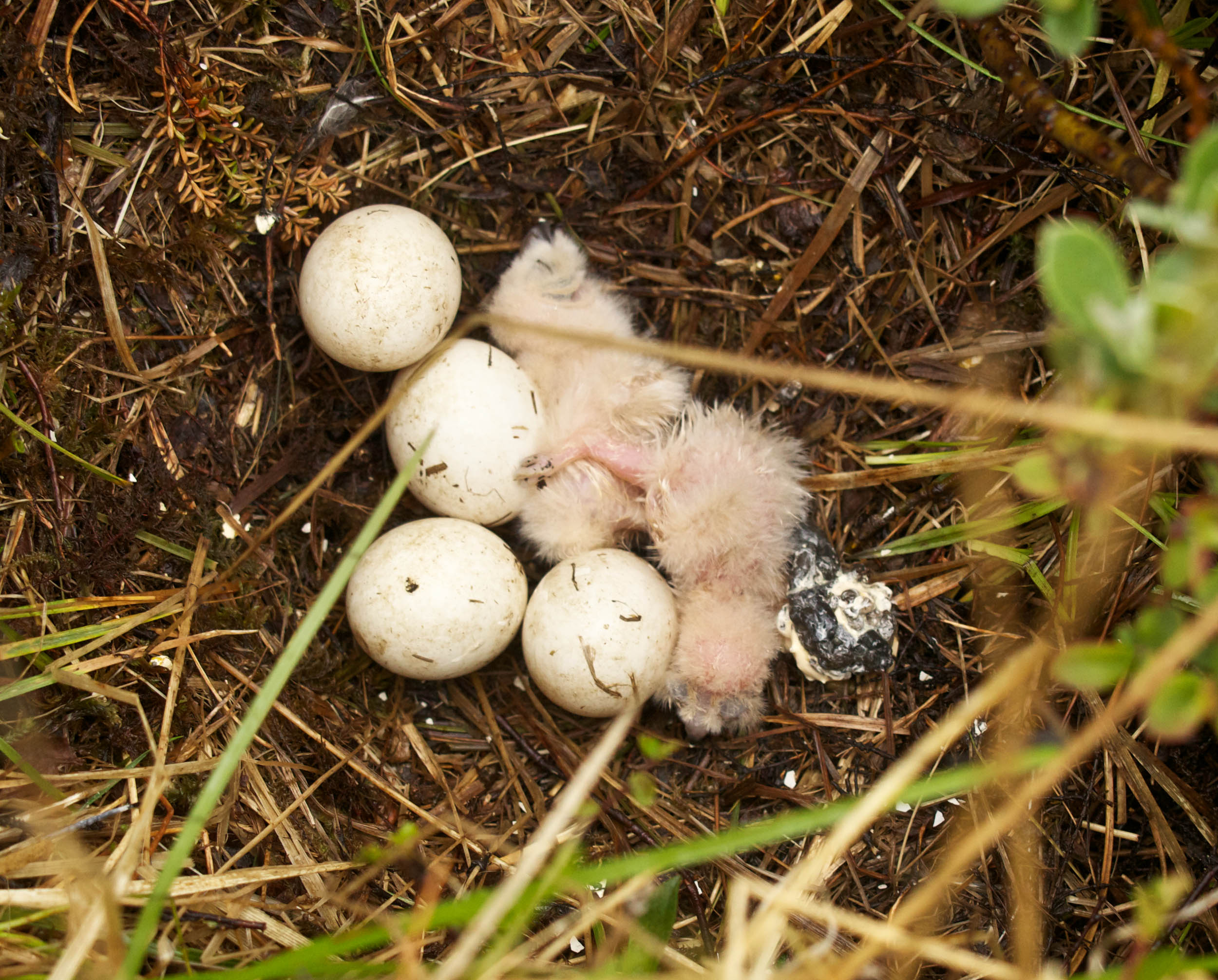
Snůška kalouse pustovky (Asio flammeus)

Typicky inkubuje pouze samice, zatímco samec pro ni shání potravu. Samec kořist donáší samici přímo na hnízdo nebo do jeho těsné blízkosti, kam samici přivolá. Inkubační doba je značně dlouhá, typicky trvá kolem 25–30 dní, u větších druhů i déle (např. u výra velkého 34–36 dní). Nidikolní a semi-altriciální mláďata se rodí slepá a hluchá bez schopnosti termoregulace. Ptáčata jsou obalena krátkým, bílým prachovým peřím (neoptile), které je po 1–2 týdnech nahrazeno tzv. poloprachovým peřím druhé generace (mesoptile), jež bývá tmavší. Tento šat mláďatům zůstává až do vzletnosti. Poloprachové peří pokrývá tělo a hlavu, zatímco rýdovací pera a letky již začínají připomínat typ opeření dospělců. Některým druhům nevyrůstá poloprachové peří (mesoptile) a po prvním prachu se u nich objevuje šat podobný dospělcům, s tím rozdílem, že je načechranější a jeho vzory jsou rozpité.

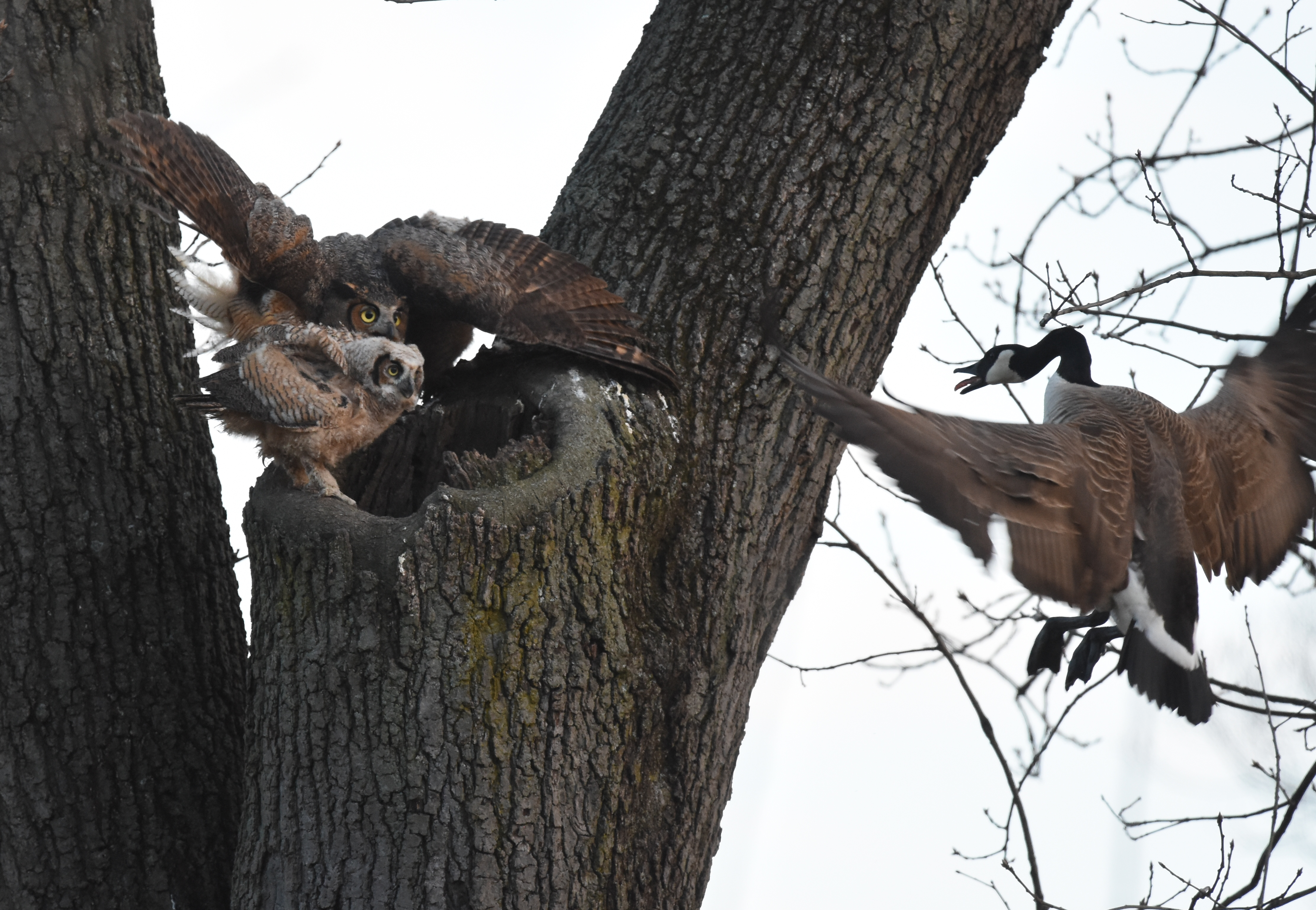
Výr virginský (Bubo virginianus) při obraně hnízda před berneškou velkou (Branta canadensis)

O čerstvě vylíhlá ptáčata pečuje nejdříve pouze samice, která obstarává zahřívání i krmení (potravu jí nicméně donáší samec). Jak soví ptáčata rostou, samec začíná mláďata krmit přímo. Po prvním letu ptáčata zůstávají v blízkosti hnízda. První „let“ často končí jen pod hnízdní dutinou a mláďata se po něm s pomocí krátkých popolétávání vyškrábou do stromoví, kde je rodiče nadále krmí po několik týdnů až měsíců, než dojde k jejich plnému osamostatnění. Doba dožití ve volné přírodě se pohybuje kolem 6–20 let, u větších druhů o něco déle. V zajetí se sovy mohou dožít i více než 30 let, některé druhy i přes 50 let.

### Predátoři
Obecně se dá říci, že sovy stojí na vrcholu potravního řetězce a dospělé sovy nemívají přirozeného predátora, s výjimkou člověka. To platí hlavně o velkých druzích sov, jako je výr velký, sovice sněžní, puštík bělavý nebo výr virginský, které mohou usmrtit i jiné druhy sov, a hlavně v případě výra velkého i jiné dravce. Soví hnízda mohou být pleněna různými druhy savců a dravých ptáků. Pokud sovy hnízdí na zemi, zástup hnízdních predátorů se rozrůstá i o savce, kteří neumějí šplhat. Například hnízda sovice sněžní jsou vedle dravců, chaluh, racků a krkavcovitých ohrožována medvědy, liškami, vlky nebo rosomáky.

## Výskyt
Sovy obývají všechny kontinenty kromě Antarktidy. Zatímco některé druhy mají obrovský areál rozšíření rozprostírající se přes několik kontinentů (sova pálená, sovice sněžní aj.), jiné druhy jsou endemické jen malým ostrovům (např. výreček lelkovitý (Otus podarginus), výreček Otus bikegila, sova šedolící (Tyto glaucops) aj.). Největší druhová diverzita sov je v Severní a Jižní Americe, Eurasii a Africe. Vyskytují se v různých typech stanovišť, od tundry přes husté vysokohorské a nížinaté lesy, močály a deštné pralesy až po polopouště i pouště. Kolem 78 % žije v lese nebo při lesních okrajích, a většina ostatních druhů obývá krajinu s alespoň řídce osázenými stromy. Pouze několik málo druhů se přizpůsobilo stanovištím bez stromů, např. sovice sněžní nebo kulíšek trpasličí (Micrathene whitneyi). Kolem 18 % druhů sov se adaptovalo na synantropní prostředí, tedy obývá stanoviště v blízkosti lidských sídlišť. Řada sov obývá malé oceánské ostrůvky.

### Česko

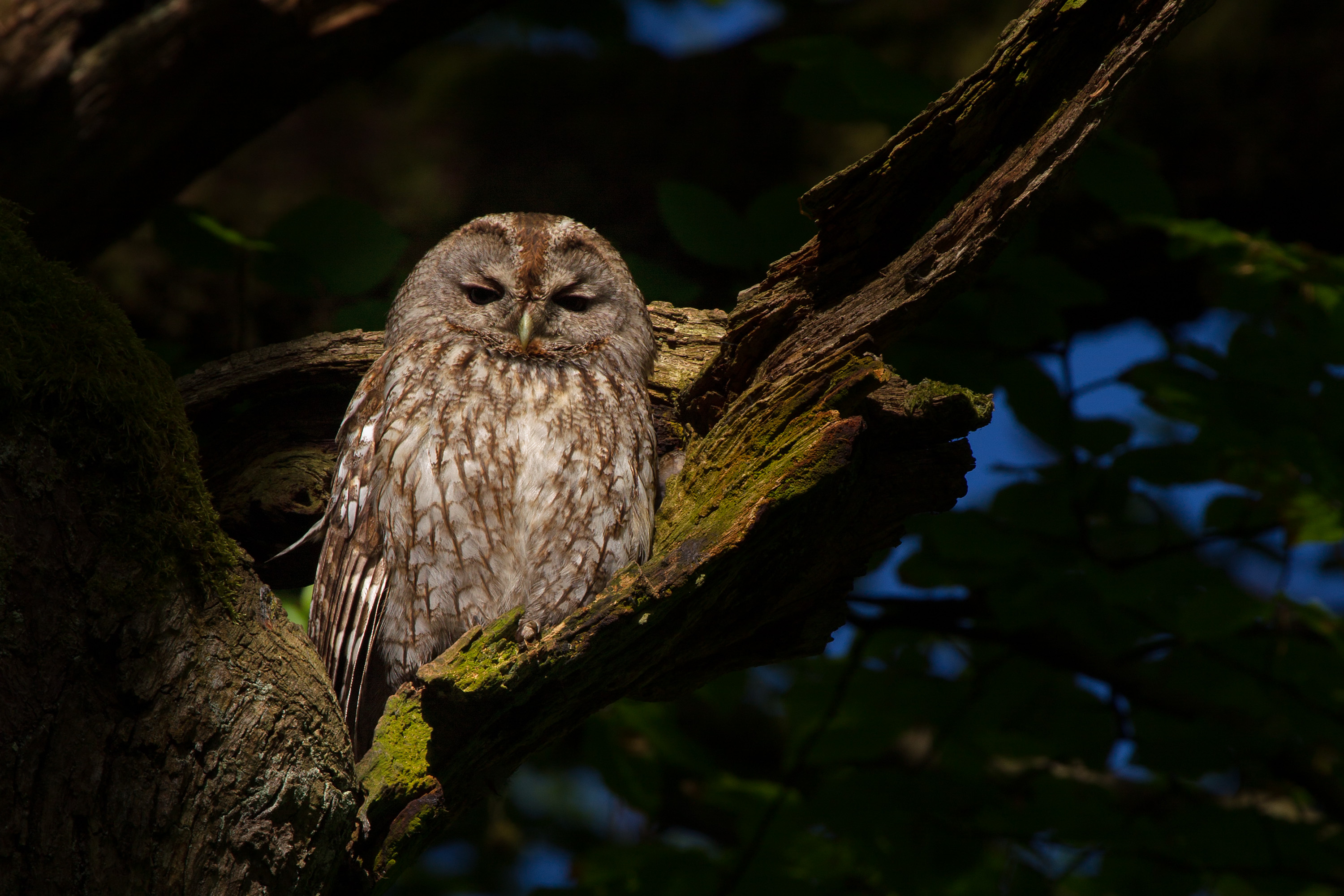
Puštík obecný – nejběžnější sova v Česku

Na území Česka mezi lety 2015–2020 hnízdilo hned 10 druhů sov. Nejběžnější sovou byl puštík obecný (Strix aluco), který je běžnou sovou lesů nižších a středních poloh, občas může zahnízdit i v zahradách a parcích. Kalous ušatý (Asio otus) je nejčastější sovou české zemědělské krajiny a sýc rousný (Aegolius funereus) se vyskytuje v lesích středních a vyšších poloh. Kulíšek nejmenší (Glaucidium passerinum) představuje nejmenší sovu na českém území a výr velký (Bubo bubo) je zase zdaleka největší sovou. Se sovou pálenou (Tyto alba), jediným českým zástupcem sovovitých, se lze setkat v nížinaté zemědělské krajině. Sýček obecný (Athene noctua) byl kdysi hojným druhem, avšak jeho populace drasticky poklesla a v roce 2023 se uvádělo, že je v Česku na pokraji vymření. Puštík bělavý (Strix uralensis) obývá některé větší starší lesnaté celky Šumavy, Beskyd aj. Naproti tomu kalous pustovka (Asio flammeus) preferuje raději bezlesou krajinu, avšak hnízdí v Česku spíše vzácně v dobách vysokých stavů hraboše polního. Výreček malý (Otus scops) je jedinou českou tažnou sovou. Hnízdí na evropském severu a do Česka v malých počtech dolétává zazimovat. Výjimečně se do Česka zatoulá sovice krahujová (Surnia ulula) a ještě výjimečněji sovice sněžní (Bubo scandiacus).

## Ohrožení a ochrana

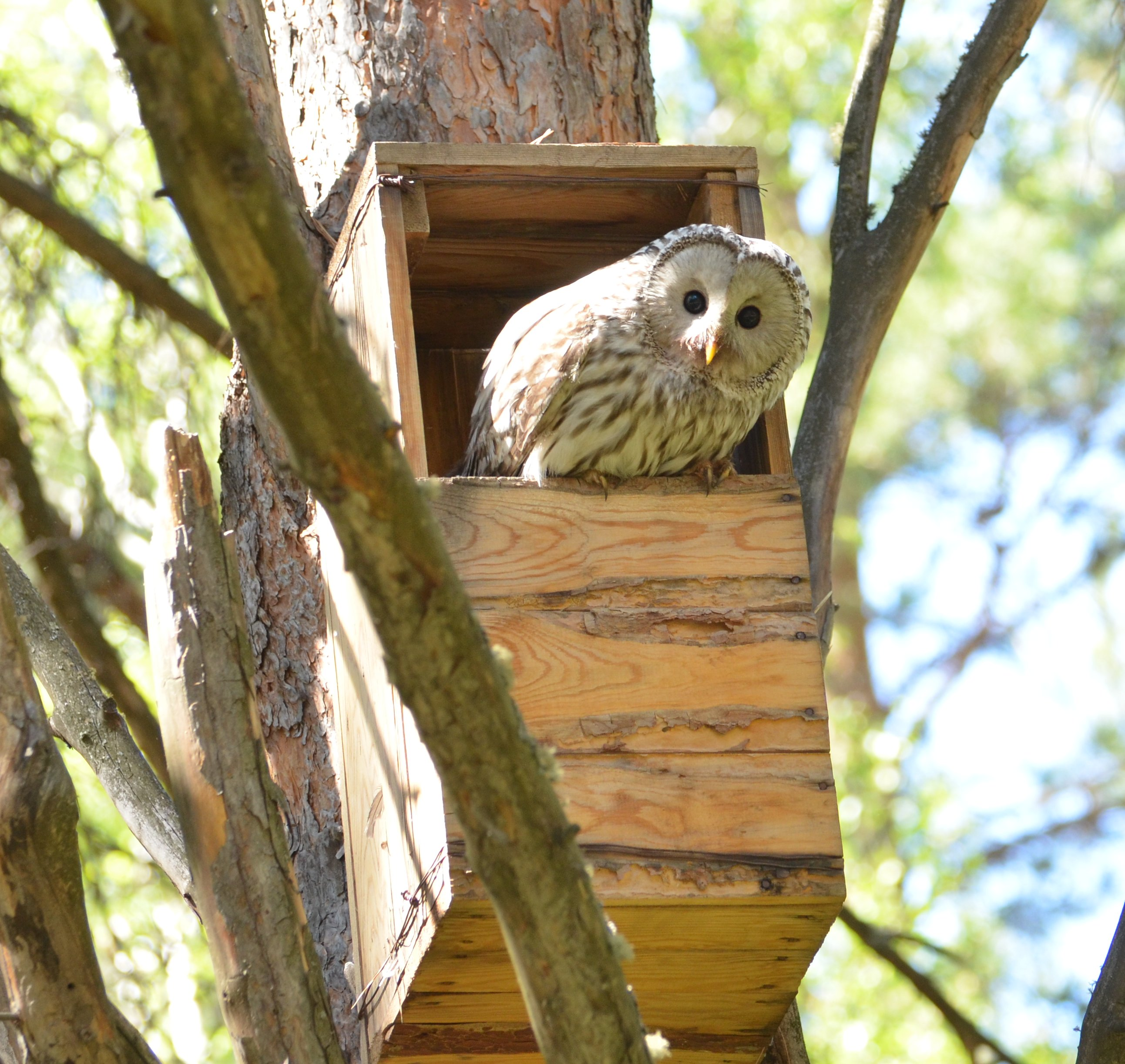
Soví budka s puštíkem bělavým (oblast Novosibirska)

Největší nebezpečí pro sovy dlouhodobě představuje pokračující ztráta a devastace přirozených stanovišť. Jedná se zejména o lesní celky, které podléhají legální i nelegální těžbě a v důsledku globálního oteplování i stále častějším požárům. Druhou nejvýznamnější hrozbou pro sovy je používání pesticidů a hlavně rodenticidů. Otrávené hlodavce totiž může sova pozřít a zemřít v důsledku sekundární otravy. V řadě zemí, především ve třetím světě, stále dochází k přímému pronásledování sov, jelikož jsou v lidových tradicích spojovány s neštěstím, čarodějnictvím a zlými duchy. Globální oteplování již má na řadu sovích druhů podstatný vliv. Zatímco některé druhy o svůj habitat v důsledku klimatické změny přijdou, přizpůsobivější druhy se budou moci zabydlet v nových habitatech ve vyšších polohách nebo ve vyšších zeměpisných šířkách.
Ze 243 druhů sov evidovaných Mezinárodním svazem ochrany přírody bylo k roku 2024 5 druhů sov považováno za kriticky ohrožené, 11 za ohrožené, 23 za zranitelné a 24 za téměř ohrožené. Řada druhů sov v důsledku lidské činnosti již vyhynula. Typicky se jedná o sovy endemické menším ostrovům, které vyhynuly kvůli přímému pronásledování (lovu), odlesňování nebo predaci introdukovanými invazními druhy savců (např. koček, krys. K příkladům vyhynulých sov patří výreček Otus grucheti z Maskarén, sovka bělolící (Ninox albifacies) z Nového Zélandu nebo jiný výreček Otus mauli z Madeiry.

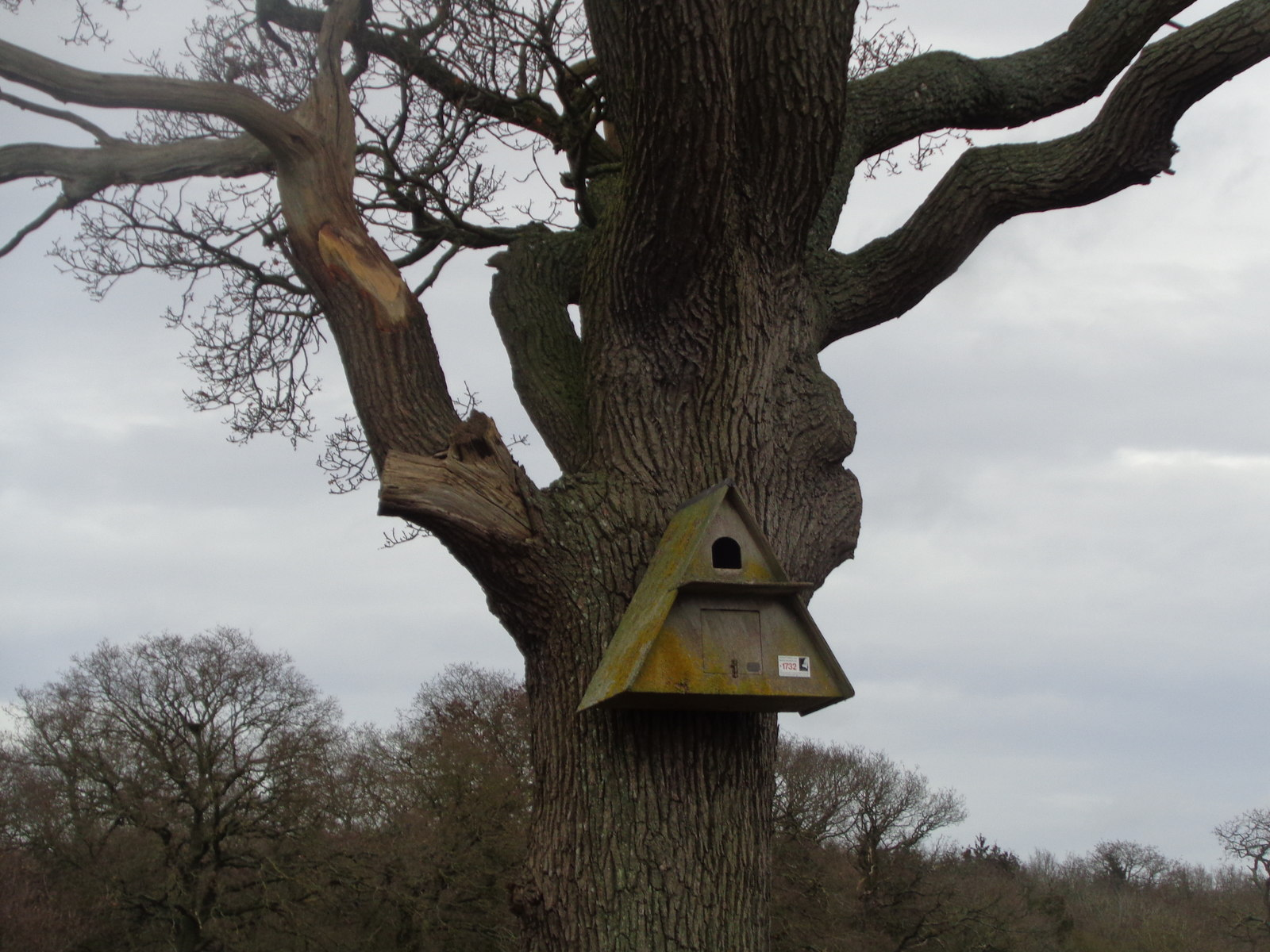
Soví budka v Irsku

Nejúčinnějším, avšak nejsložitěji realizovatelným ochranným opatřením pro sovy je zachování a revitalizace jejich přirozeného prostředí. Reálnějším opatřením je podpora jejich hnízdění, k čemuž mnohdy postačuje jednoduchá soví budka, jejíž strategické rozmístění již pomohlo některým druhům v navýšení početnosti (např. puštíkům bělavým (Strix uralensis) ve Finsku a Švédsku). Před umístěním soví budky je nicméně potřeba pečlivě zvážit místní podmínky, mj. jakému druhu má budka sloužit. Např. výr velký na svém teritoriu netoleruje žádný jiný druh dravého ptáka, a umisťovat budky pro jiné druhy sov na teritoriu výra velkého by bylo kontraproduktivní. K dalším metodám ochrany sov patří reintrodukce, tzn. vypuštění sov určitého druhu v oblasti, ze které vymizely. Výr velký byl takto reintrodukován do řady evropských oblastí. Velké množství sovích druhů je chráněno v rámci CITES.

## Vztah k lidem

### Odkaz v kultuře

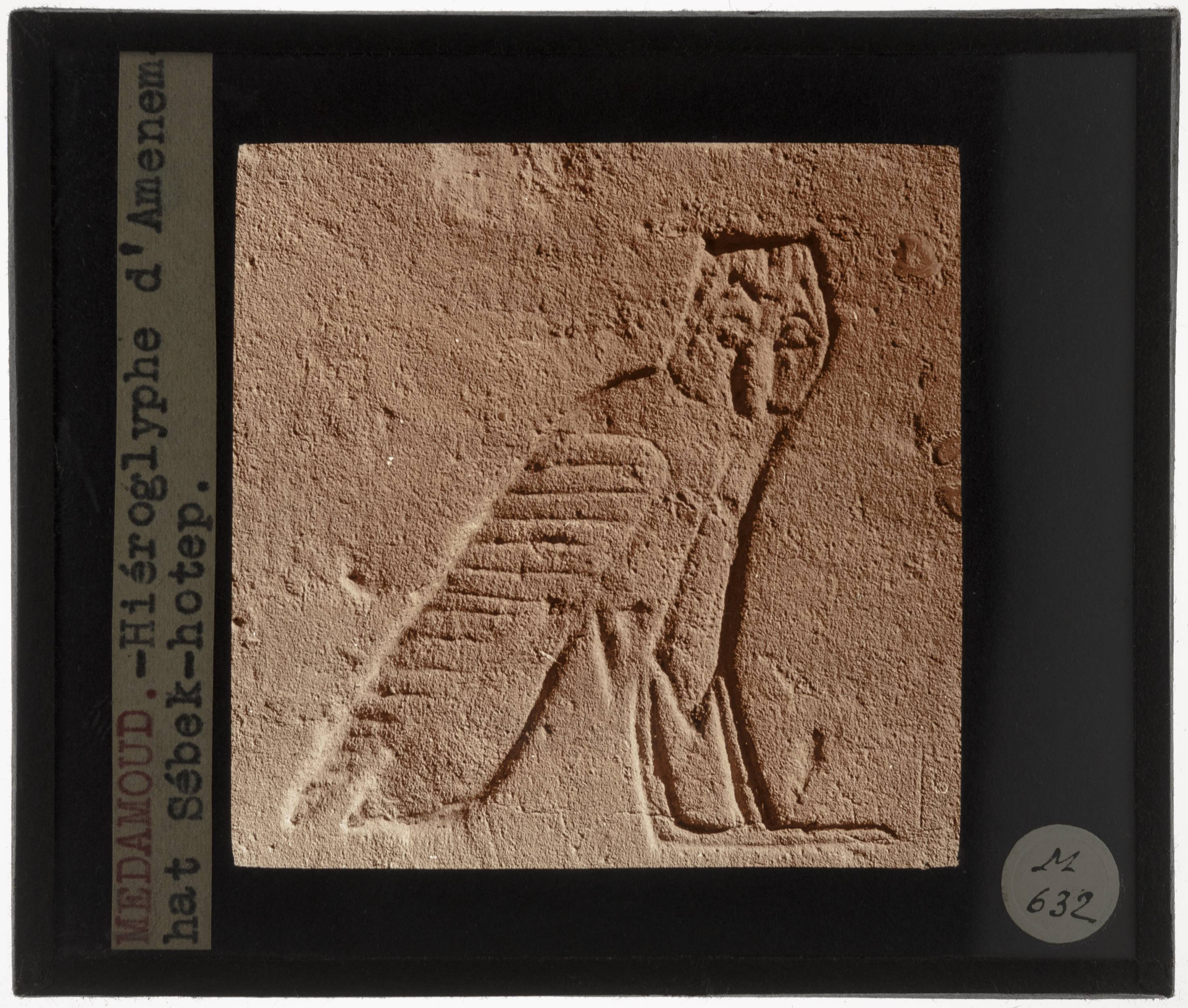
Hieroglyf sovy (Starověký Egypt)

Sovy se v lidské kultuře objevují již po tisíce let. Jejich výrazný odkaz v kulturách po celém světě se vyznačuje protikladností. Lidé sovy nenáviděli, opovrhovali jimi a v mnohých případech je tvrdě pronásledovali; na druhou stranu je však považovali za moudré, jasnozřivé a hodné uctívání. Sovy byly spojovány s čarodějnictvím, neštěstím, medicínou, počasím, narozením i smrtí; v mnohých kulturách je přítomnost sov vykládána jako špatné znamení. K nejstarším vyobrazením patří malba sovy v Chauvetově jeskyni, jejíž stáří se odhaduje asi na 30 000 let. Jeskynní malba sovy je přítomna i v Jeskyni tří bratří. V českém kontextu jsou známy nálezy plastik sov z keramiky i mamutoviny z Pavlova a Dolních Věstonic, které patří ke gravettienské kultuře.

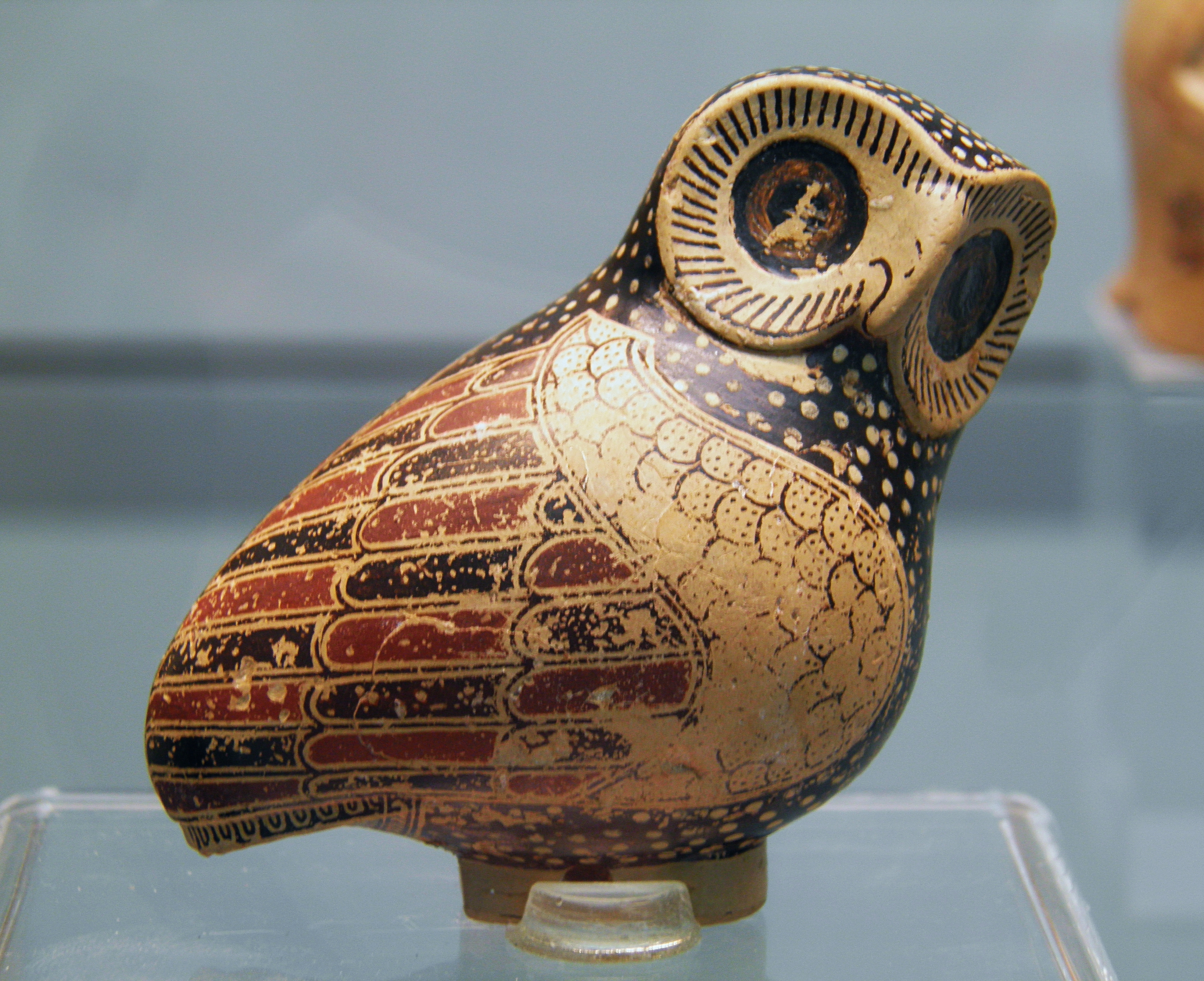
Nádoba v podobě sovy (Řecko, cca 630 př. n. l.)

V mezopotámské mytologii byla sova spojována s bohyní Lilith. Ve starověkém Egyptě byla sova jedním z hieroglyfů a byla pokládána za symbol nemoci, zla a smrti. Známy jsou i staroegyptské nálezy mumifikovaných sov. Podobně negativní roli hrají sovy i ve Starém zákoně. Kniha Izajáš zmiňuje, že po zničení Edómu Hospodinem nezbude v místech nic než trosky a několik druhů ptáků včetně sov (Iz 34, 11 (Kral, ČEP)), které v tomto kontextu symbolizují pustotu a absenci lidského osídlení.
Motiv sovy se objevuje i v předkolumbovské Americe, z jejíhož období archeologové nalezli vyobrazení sov na maskách, totemech, keramice i dalších předmětech. Z močické kultury se dochovala nádoba s vyobrazením sovy s hlodavcem v zobáku, což napovídá, že už Močikové si všimli užitečnosti sov. V kultuře Mayů i Zapotéků se sovy objevují po boku bohů smrti. Spojování sov se smrtí se ve středoamerické oblasti dochovalo až do moderních dob, jak lze ilustrovat na mexickém tradičním přísloví „Když sova zpívá, Indián umírá“ (Cuando el tecolote canta, el indio muere). V některých dalších kulturách Nového světa může sova reprezentovat odvahu, sílu, moudrost i lstivost. Ve starověkém Řecku byly sovy v době mykénské civilizace spojovány se smrtí, později se začaly objevovat po boku Athény a začaly představovat symbol moudrosti, moci, spravedlnosti i božství.

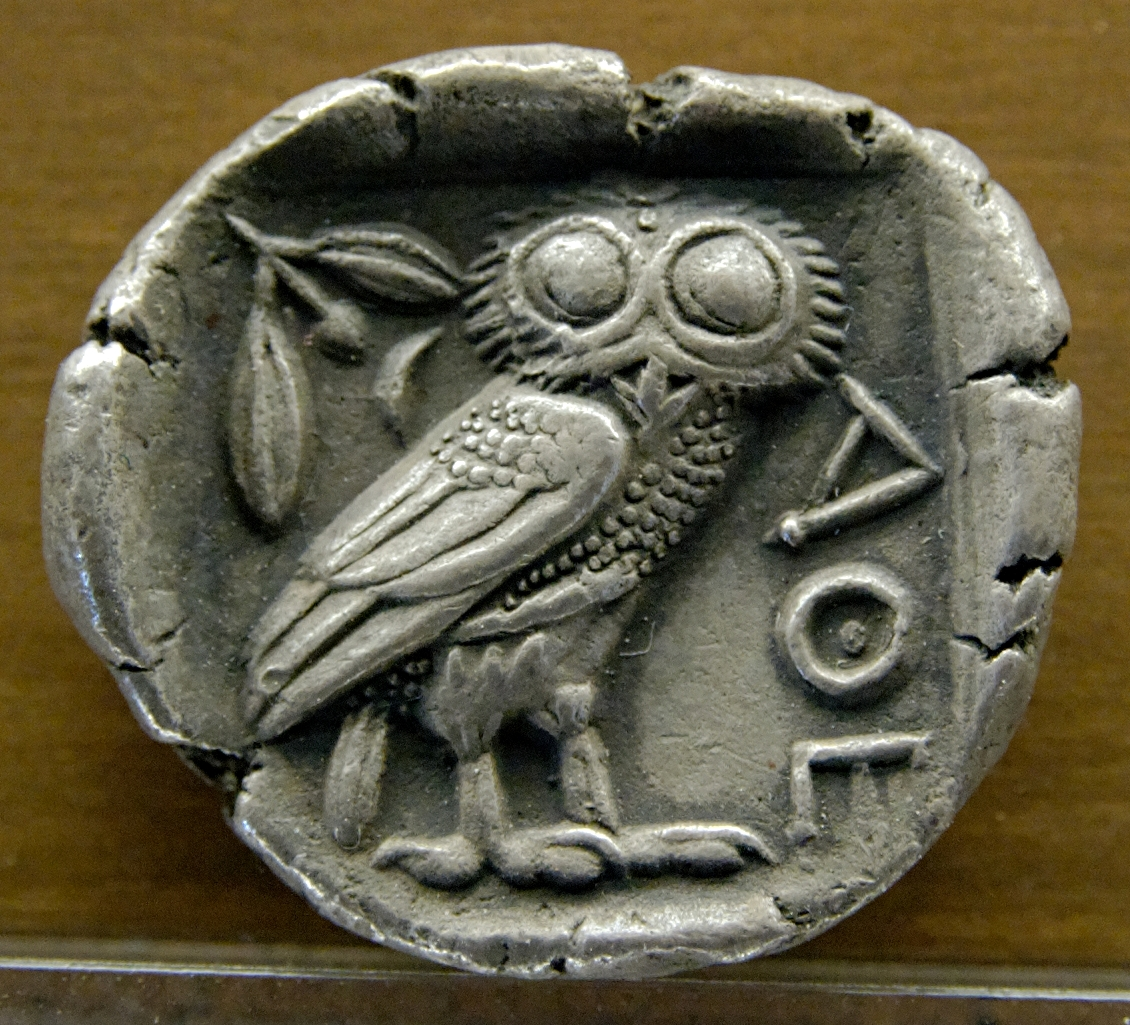
Starověká mince zobrazující sovu Athény (c. 480–420 př. n. l.)

Podobnou, často protichůdnou reputaci mají sovy i v Africe, kde měly sovy na řadu místních kultur hluboký dopad. Sovy jsou v Africe typicky považovány za špatné znamení a jejich přítomnost bývá vykládána jako předzvěst nemoci nebo smrti, která nastane buď přímo pozorovateli sovy nebo jeho rodině. Sovy jsou zároveň spojovány s čarodějnictvím a řada afrických kmenů považuje sovy za služebníky čarodějnic nebo přímo za převtělené čarodějnice. Následkem neblahé pověsti i hladu místních obyvatel jsou sovy v Africe stále pronásledovány a jejich části využívány pro účely tradiční medicíny nebo různých magických rituálů včetně vyhánění zlých duchů. Sovy byly lidmi jedeny již nejméně od neolitu a řada tradičních národů, jako Inuité, sovy stále konzumuje. Ve Spojených státech amerických byly sovy běžně pojídány až do roku 1918, kdy začaly být chráněny. Ve Finsku docházelo v první polovině 20. století k zabíjení až tisícovky výrů velkých ročně a až do 50. let tam byli lovci za zabité výry peněžitě odměňováni.
V některých částech Asie se traduje, že menší druhy sov přinášejí štěstí. Dunivé noční zvuky ketupy rybí (Ketupa zeylonensis) pronikly i do místních pořekadel. Zatímco samec ketupy vydává pouze jeden zvuk, samice vydává tyto zvuky dva, což bývá ve formě pořekadla přirovnáváno k hádce manželů, při které je žena vokálnější než muž. V Japonsku jsou sovy spojovány se štěstím.

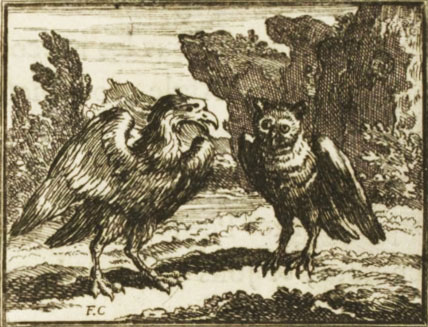
Ilustrace Lafonténovy bajky „Orel a sova“

Téměř všechny slovanské kmeny spojovaly sovy se smrtí a neštěstím. V pořekadlech a zvěstech vystupují sovy ve spojitosti s čarodějnictvím a v četných slovanských pohádkách se zlé macechy a jejich dcery proměňují v sovy. V českém kontextu se k sovám (resp. sůvám, jak se sovy někdy expresivně označují) pojí řada úsloví, jejichž jádro vzniku tkví v sovích vlastnostech. O člověku, který v noci nespí, se může říct, že „ponocuje jako sova“ nebo že „v noci sůví“. Za „starou sůvu“ se označuje žena, která je mrzutá a nepříjemná jako sova ve dne. Pokud někdo dělá nějakou zbytečnou činnost, může se o něm říct, že „nosí sovy do Athén“, což má stejný význam jako „nosit dříví do lesa“. Někdo, kdo se mračí, „kouká jako sůva“ a v sůvu se prý promění nevěrná žena. Některá česká pořekadla spojují sovy se smrtí, jako „Sova na střeše kvílí, umříti komus po chvíli“, a ostatně sova pálená se lidově označuje jako smrtonoška. Křik sovy pálené prý věští nemocnému smrt týden dopředu.

### Útok na člověka

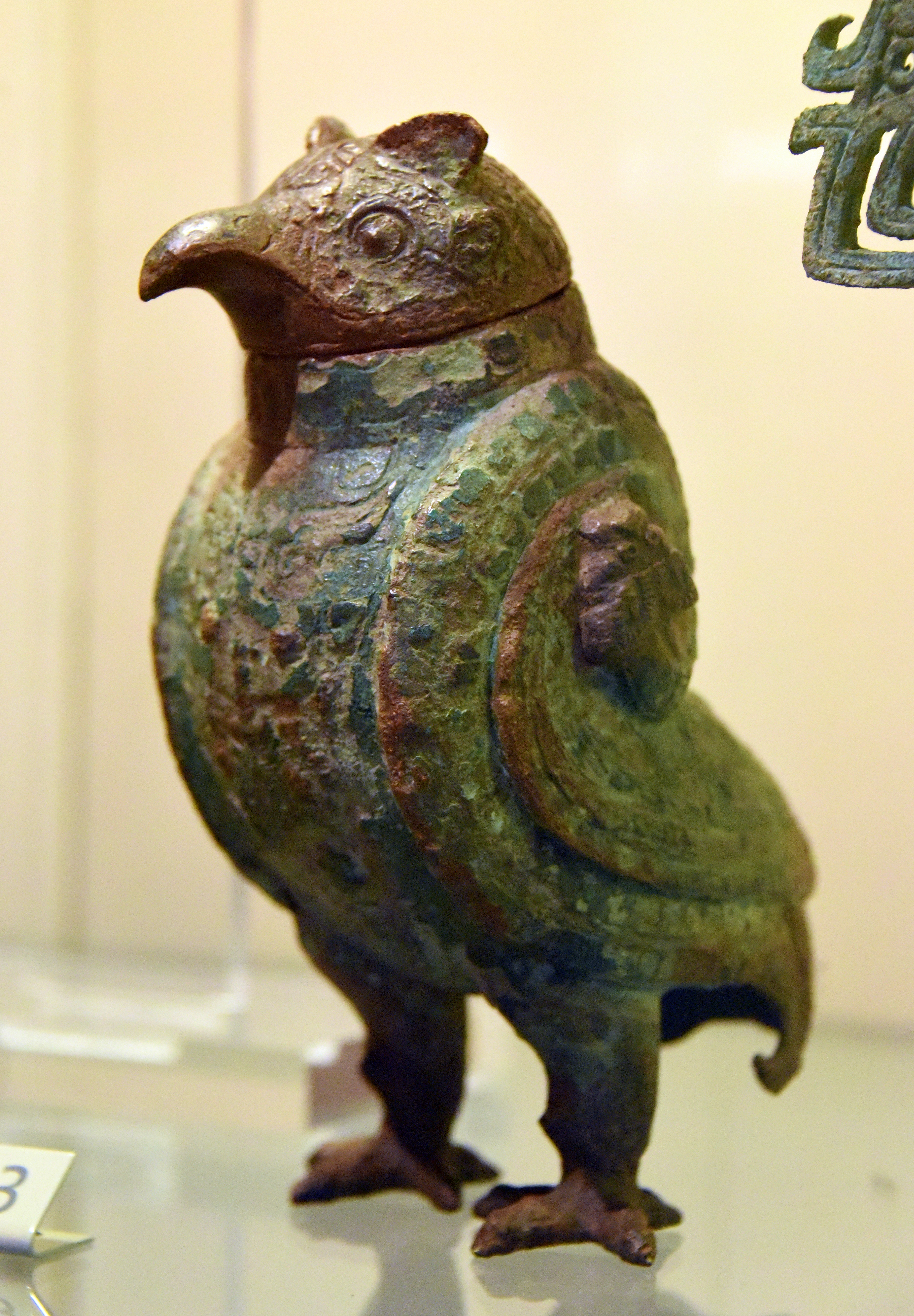
Nádoba na víno (Čína, dynastie Šang, 1250–1050 př. n. l.)

Sova může zaútočit na člověka, a to zvláště tehdy, pokud se přiblíží k hnízdu. Útoky nejsou běžné, avšak dějí se pravidelně a někdy i nevyprovokovaně. Známy jsou i případy, kdy člověk po útoku sovy přišel o oko. K těmto případům patří i anglický ptačí fotograf Eric Hosking, kterému puštík obecný vydrápl oko.

### Sovy jako biologická kontrola
V hospodářsky využívané krajině, kde dochází k přemnožení hlodavců (hrabošů, myší, potkanů aj.), kteří snižují úrodu, roste popularita využívání sov k efektivní biologické kontrole hlodavců. Na plantážích palmového oleje v jihovýchodní Asii k tomu běžně dochází již od 80. let 20. století. Oblíbeným kandidátem na introdukci v zemědělských oblastech je hlavně sova pálená (případně další sovy z rodu Tyto), pro kterou je charakteristická rozsáhlá biotopová přizpůsobivost. Soví rodina spotřebuje tisíce hlodavců ročně. Z řady oblastí (Izrael, Kypr) bylo hlášeno snížení používaných pesticidů o polovinu po introdukci sov, což má ekologické i finanční výhody. Při introdukci hraje klíčovou roli mimo jiné strategické rozmístění sovích budek, vědecký výzkum, zapojení místních komunit a získání politické podpory. V případě hlodavčích kalamit na jejich počty však draví ptáci nestačí.